# Judenmission
Als Judenmission bezeichnet man eine Missionstätigkeit von Christen, die Juden zum Glauben an Jesus Christus bringen soll, das heißt an die Messiaswürde und Gottessohnschaft des Juden Jesus von Nazaret. Judenmissionare setzen dabei voraus, dass Juden das Heil nur durch die christliche Taufe erlangen könnten. Ihre Bekehrungsversuche verlangen die Aufgabe des jüdischen Glaubens und tendieren damit zur Aufhebung des Judentums im Sinne der Substitutionstheologie.
Die Judenmission ist Bestandteil des christlichen Antijudaismus, von dem die Großkirchen seit dem Holocaust allmählich abgerückt sind. Ob und in welcher Form Judenmission danach fortgesetzt werden kann und soll, wird im Christentum seit etwa 1960 diskutiert. Die Römisch-Katholische Kirche, der Ökumenische Rat der Kirchen (ÖRK), die Evangelische Kirche in Deutschland (EKD) und andere Kirchen vollzogen seitdem eine schrittweise Abkehr von der Judenmission.

## Urchristentum
Das Urchristentum verstand sich als endzeitliche Heilsgemeinschaft innerhalb des Judentums. JHWHs Erwählung ganz Israels hatte Jesus selbst durch seine Lebenshingabe ultimativ bekräftigt (Mk 14,24 ). Seine Anhänger folgten seiner Verkündigung vom Reich Gottes, die seine Tora-Auslegung bestimmte, und versuchten anfangs vor allem andere palästinische Juden für den Glauben an den zur endgültigen Rettung ganz Israels gekommenen Sohn Gottes zu gewinnen. Dabei beriefen sie sich auf den vorösterlichen Auftrag Jesu (Mt 10,5f ):

„Gehet nicht auf der Völker Straße und zieht nicht in der Samariter Städte, sondern geht hin zu den verlorenen Schafen aus dem Haus Israel.“

So gehörte die Reich-Gottes-Verkündigung an das Volk Israel, keine generelle „Judenmission“, zum Selbstverständnis der Urchristen in Israel. Doch mit Jesu stellvertretendem Tod am Kreuz und seiner Auferstehung sahen sie Gottes Reich schon eingebrochen in diese vergehende Welt. Sie glaubten, die Endzeit habe begonnen und das Endgericht JHWHs stehe bevor. Der auferstandene Jesus begründete für sie den universalen Missionsauftrag (Mt 28,19f ):

„Darum geht hin und macht zu Nachfolgern alle Völker; tauft sie auf den Namen des Vaters und des Sohnes und des Heiligen Geistes und lehrt sie zu halten alles, was ich Euch befohlen habe.“

„Völker“ (ἔθνη, Singular ethnos ἔθνος) bezeichnet im Evangelium nach Matthäus wie auch sonst im NT immer die Völker der Nichtjuden (Gojim), die gemäß biblischer Tradition dem erwählten Volk Israel gegenüber stehen. Dieses wird hier (etwa in Mt 2,6) repräsentiert durch die verarmte Landbevölkerung (laos λαός) aus allen Landstrichen Gesamtisraels. Demnach gehören die Israeliten und ihre Nachkommen nicht zu den Adressaten des österlichen Missionsauftrags, weil sie für die Urchristen Gottes erwähltes Volk waren und blieben. Als ihre Aufgabe sahen die Urchristen, den nichtjüdischen Völkern Gottes Machtübergabe an den aus Israel gekommenen Menschensohn zu verkünden und sie die Tora so zu lehren, wie Jesus sie stellvertretend für Gottes Volk erfüllt habe.
Demgemäß wird die christliche Taufe im NT als Aufnahme in den Israelbund verstanden, die zur Nachfolge Jesu verpflichtet. Mit ihr ist das Halten aller Gebote, allen voran der Gottes- und Nächstenliebe, unlösbar verbunden. Diese hatte Jesus nach Mk 12,29ff  als zentrale Lehre des Judentums bestätigt und nach Mt 7,21  betont:

„Es werden nicht alle, die zu mir ‚Herr, Herr‘ sagen, in das Himmelreich kommen, sondern die, die den Willen meines Vaters im Himmel tun.“

Die ersten Apostelpredigten beim Tempel in Jerusalem richteten sich daher an andere Juden und boten ihnen als ersten Gottes Heil und Vergebung an (Apg 2,22ff ):

„Ihr Männer von Israel, hört diese Worte: Jesus von Nazaret […] der durch Ratschluss und Vorsehung Gottes dahingegeben wurde, habt ihr durch die Hand der Heiden ans Kreuz geschlagen und getötet. Den hat Gott auferweckt […] So wisse nun das ganze Haus Israel gewiss, dass Gott diesen Jesus, den ihr gekreuzigt habt, zum Herrn und Christus gemacht hat.“

Nicht Anklage und Drohung, sondern die vom Gott Israels vorgesehene Schuldübernahme und die so geschaffene wunderbare Wendung vom Tod zum Leben steht im Zentrum dieser Botschaft an die Juden in Israel. Zuvor hieß es (v. 21): Wer den Namen dieses Gottes anruft, der wird gerettet werden. Nirgends heißt es: Wer Jesus nicht mit diesem Gott identifiziert, wird verdammt werden. Auch Mk 16,16  bedroht primär den Unglauben der Christen, die wie Jesus „Dämonen“ austreiben sollen, um auch die Verdammten zu retten.
Als die Evangelien verfasst wurden (um 70–130 n. Chr.), hatte eine Mehrheit der damaligen jüdischen Bewohner Israels Jesus als ihren Messias schon abgelehnt. Gleichwohl hielten alle Urchristen fest (Joh 4,22 ): Das Heil kommt von den Juden. Paulus von Tarsus, der Begründer der Völkermission, bekräftigte angesichts der Ablehnung Jesu durch die meisten seiner Mitjuden, dies geschehe, damit die Nichtjuden umso mehr verstünden, dass ihr Heil allein auf der Treue Gottes zu Israel beruhe (Röm 11,28f ):

„Der Retter wird aus Zion kommen, er wird alle Gottlosigkeit von Jakob entfernen. Das ist der Bund, den ich ihnen gewähre, wenn ich ihre Sünden wegnehme. Vom Evangelium her gesehen sind sie Feinde Gottes, und das um euretwillen; von ihrer Erwählung her gesehen sind sie von Gott geliebt, und das um der Väter willen. Denn unwiderruflich sind Gnade und Berufung, die Gott gewährt.“

Deshalb sah er nicht die Verstockung der noch nicht zu Christus bekehrten Juden, sondern die Überheblichkeit der Christen aus den Völkern gegenüber dem Volk Israel als Hauptproblem (Röm 11,18 ):

„Rühmst Du Dich aber gegen sie, so sollst Du wissen, dass nicht Du die Wurzel trägst, sondern die Wurzel trägt Dich.“

Er erwartete, dass Gott allein nach der Völkermission zuletzt ganz Israel retten werde (Röm 11,32 ). Darum sollten die Christen das erste Gebot achten und aller Welt den unkündbaren Bund Gottes mit Israel verkünden, der die Völker durch Jesus Christus aus reiner Gnade an diesem Bund teilhaben lasse (Röm 11,2ff ).

## Kirchenväter
Nach der Tempelzerstörung im Jahr 70 grenzten sich Juden und Christen gegenseitig voneinander ab, auch weil die herrschenden Römer sie noch kaum voneinander unterschieden und sie zeitweise gemeinsam verfolgten. Um 100 löste sich das Christentum aus dem Verbund des Judentums. Heidenchristen prägten nun seine Theologie und definierten Judenchristen, die an der Tora festhielten, als Ketzer. So schrieb Ignatius damals, Christen seien nicht zum Glauben an das Judentum Christen geworden, sondern damit Juden an das Christentum glaubten. Nur durch Aufgabe ihrer Bräuche, etwa des Sabbats, könnten Juden Christen sein.
Judenchristen begründeten ihre Befolgung jüdischer Gesetze mit Gottes bleibender Erwählung Israels: Ihr Bund ist auch unser Bund. Der Barnabasbrief vertrat dagegen um 130 die Substitutionstheologie (Barn 4,7): „Das Testament gehört uns; sie haben das früher durch Mose empfangene Testament endgültig verloren.“ Zwar gestand Justin der Märtyrer Judenchristen um 150 zu, sie dürften auch als Christen jüdische Vorschriften befolgen, solange sie ihre nichtjüdischen Mitchristen nicht ebenfalls dazu zu bewegen versuchten. Doch im selben Jahrzehnt predigte Melito von Sardes bereits den Gottesmord aller Juden als unaufhebbaren Grund ihrer Verfluchung und ihres Heilsverlustes. Diese Ansicht verbreitete sich in der ganzen Alten Kirche. Juden, die Christen wurden, mussten dann ihre Zugehörigkeit zum Judentum, ihren Glauben an die Erwählung Israels, ihre Torabefolgung und ihre jüdische Deutung des Evangeliums vollständig aufgeben.
Juden besaßen seit 212 in den Reichsprovinzen das römische Bürgerrecht und genossen als religio licita (erlaubte Religion) auch relative Religionsfreiheit. Mit dem Aufstieg der Kirche wurden ihnen diese Privilegien nach und nach entzogen. Konstantin I. (306–337) erlaubte 313 in der Mailänder Vereinbarung das Christentum und förderte es gegenüber dem Judentum. Er versuchte, Juden zum Übertritt zur Kirche zu bewegen, indem er ihnen Schutz gegen Übergriffe ihrer ehemaligen Glaubensgenossen anbot.
Seit das Christentum 380 zur Staatsreligion geworden war, bestimmte die Kirche den Umgang der Behörden mit Juden mit. Im 5. Jahrhundert zerstörten Christen Synagogen und erzwangen Massentaufen von Juden. Doch der römische Staat hielt an der traditionellen Duldung der jüdischen Religion fest. Augustinus von Hippo (354–430) lieferte dafür eine theologische Begründung, die lange maßgebend blieb: Demnach gelte der christliche Missionsauftrag zunächst den Nichtjuden; erst nach ihrer aller Bekehrung, am Ende der Zeit, werde die Mehrheit des jüdischen Volks zum Glauben an Christus finden. Das schloss nicht aus, einzelne von ihnen schon vorher zu Christen zu machen.

## Mittelalter
Da die jüdische Minderheit sich nicht in die Kirche eingliedern ließ, schränkten zahlreiche kaiserliche „Judenedikte“, die in das Corpus iuris civilis eingingen, ihre Religionsausübung ein. Seit dem 4. Jahrhundert wurden Juden in vielen Teilen Europas, darunter Spanien, dem Byzantinischen Reich und dem Frankenreich unter den Merowingern, ausgegrenzt, verfolgt, vertrieben, zwangsgetauft oder ermordet.
Die Päpste verboten von Gregor I. (540–604) bis zum Decretum Gratiani 1150 Zwangstaufen von Juden mit zahlreichen Sicut-Iudaeis-Bullen und erlaubten Judenmission nur in Form von Predigten. Zugleich verboten sie jedoch auch die Christenmission von Juden und die Konversion von Christen zum Judentum. 938 erlaubte Papst Leo VII. die Vertreibung nicht bekehrungswilliger Juden. Um 1009 verboten die katholischen Bischöfe Christen, mit Juden Handel zu treiben, wenn diese sich nicht taufen ließen und alle jüdischen Riten ablegten.
Nach einer vorübergehenden Blütezeit im 10. Jahrhundert zerstörten die Kreuzzügler 1096, 1147 und 1189/90 viele der europäischen Judengemeinden und stellten deren Mitglieder vor die Wahl zwischen „Taufe oder Tod“, was fast immer auf Massenmorde hinauslief. 1150 begannen Kirchenvertreter, Juden zu öffentlichen Disputationen um die Messianität Jesu Christi zu nötigen. Jüdische Talmudschulen bildeten bald Berufsdisputanten aus. Dies änderte nichts daran, dass jüdische Gemeinden vielfach nur zwischen Unterwerfung oder Scheiterhaufen wählen konnten.

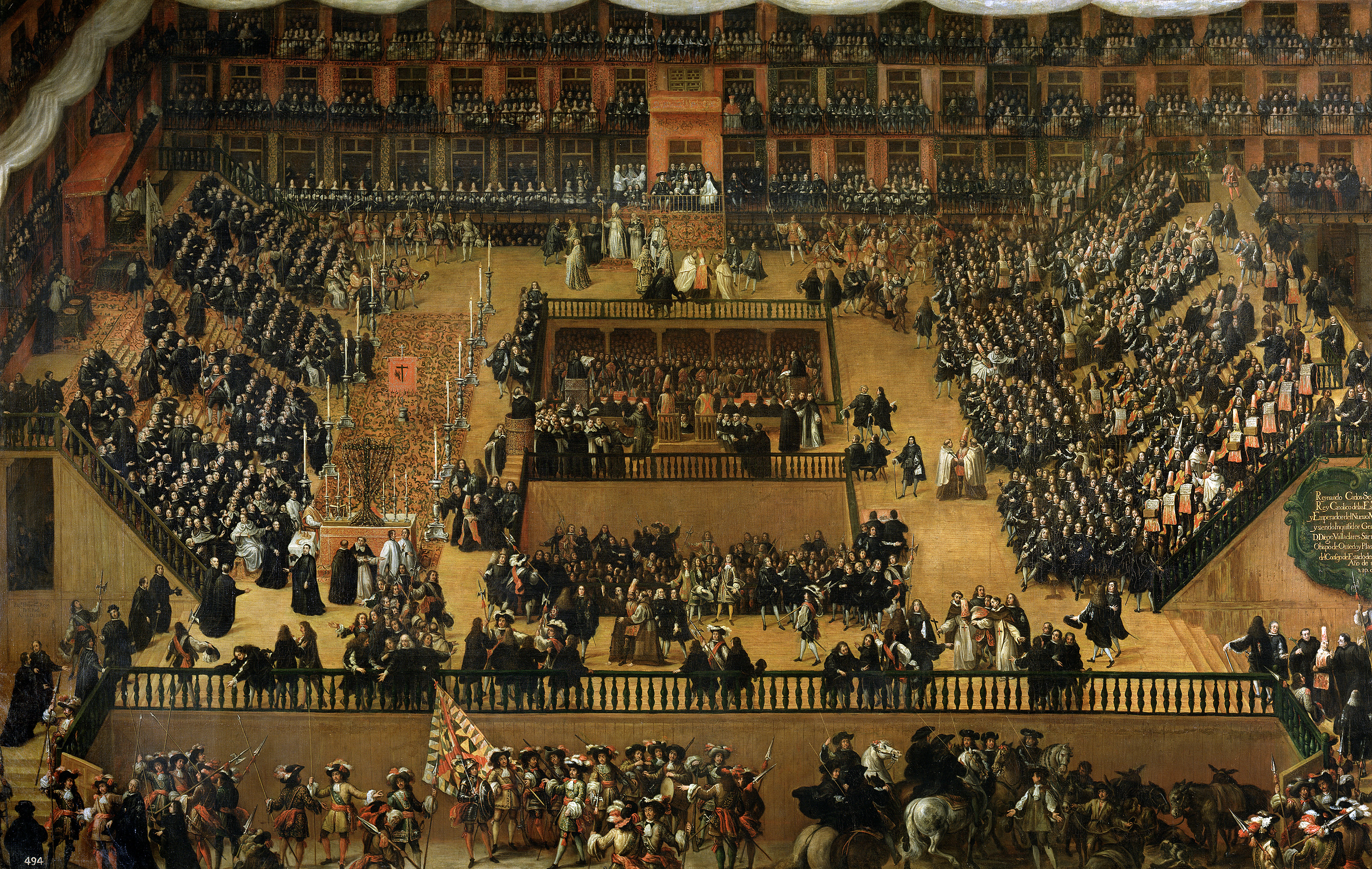
Auto de Fe, Gemälde von Francisco Ricci, 1683. Szene auf der Plaza Mayor, den 30. Juni 1680, während der Spanischen Inquisition

Seit dem 13. Jahrhundert missionierten vor allem die neuen Bettelorden, vor allem Dominikaner und Franziskaner, die zugleich mit der Inquisition beauftragt wurden, unter den Juden. Konvertierte Juden wurden materiell unterstützt und denunzierten öfter ihre ehemaligen Glaubensgenossen (Kastilien 1198). Das 4. Laterankonzil 1215 befahl eine diskriminierende Kleiderordnung für Juden und verbot ihnen öffentliche Ämter. Ab 1222 durften sie gemäß dem englischen Partikularkonzil von Oxford keine Synagogen mehr bauen, ab 1267 gemäß den Beschlüssen einer Synode in Breslau innerhalb der Kirchenprovinz Gnesen nur noch in eigenen Judenvierteln wohnen. Diese Vorschriften förderten die soziale Ausgrenzung der Juden, leiteten ihre spätere Zwangs-Ghettoisierung ein und erleichterten lokale Judenpogrome.
Weil der Talmud als Grund ihrer „Verstockung“ galt, verboten Päpste oder christliche Herrscher seine Verbreitung, ließen ihn konfiszieren und vernichten (681 Toledo, 1242 Paris). Ab dem späten 13. Jahrhundert wurden jüdische Minderheiten öfter aus europäischen Ländern und Regionen vertrieben (1290 England, 1306 Frankreich, 1391 Südspanien, 1492 ganz Spanien, 1497 Portugal). Dennoch hielten viele getaufte spanische Juden, die sogenannten Marranos (Schweine), an ihren jüdischen Riten fest. Der Synode von Mainz (1310) zufolge sollten zum Judentum konvertierte Christen bzw. zu ihm zurückgekehrte Judenchristen wie Ketzer behandelt, also getötet werden.
Im gleichen Zeitraum gab es auch friedliche Bekehrungsversuche an Juden. 1230 gründete Raimund von Penyafort in Murcia ein kirchliches Institut für organisierte Judenmission. Um 1400 war Vinzenz Ferrer ein bekannter Judenmissionar Italiens. 1415 erließ Papst Gregor XII. ein Edikt, das Juden zwang, dreimal jährlich eine christliche Predigt anzuhören.
Raul Hilberg erklärt die verschärfte judenfeindliche Kirchenpolitik des Hochmittelalters unter anderem als Reaktion auf die weitgehend gescheiterte Judenmission der vorherigen Jahrhunderte, zum anderen als Projektion, weil sich die katholische Kirche auf dem Höhepunkt ihrer Macht zunehmend von „innerer Zersetzung“ bedroht gefühlt habe.
Trotz der regelmäßigen Hassausbrüche, zunehmenden Bedrohung und allgemeinen Feindseligkeit des christianisierten Europas gegen das Judentum gab es im Mittelalter immer wieder einzelne Juden, die aus aufrichtiger Überzeugung Christen wurden. Einige stiegen in Führungsämter auf und förderten dann ihrerseits die Judenmission: so zum Beispiel Erzbischof Paulus von Burgos (1353–1435). Den „Proselyten“ wurden an einigen Orten Schutz und Privilegien zuteil; in England zum Beispiel errichtete Richard, Prior von Bermondsey nach Beschwerden der Juden über aggressive Abwerbungen um 1200 ein Hospital of Converts, das starken Zulauf erfuhr; ein ähnliches Institut wurde auch in Oxford gegründet. In Deutschland dagegen wurden Zwangstaufen fortgesetzt.

## Reformationszeit
Die Reformation machte die als Wort Gottes verstandene Bibel zum einzigen Maßstab für die christliche Religion (sola scriptura). Das schien zunächst Kritik an antijudaistischen Stereotypen und relative Toleranz gegenüber dem Judentum zu ermöglichen. Martin Luther verurteilte die kirchliche Gewaltmission 1523 ausdrücklich und stellte fest, dass sie den christlichen Glauben verleugne, da Israel das von Christus erwählte Volk bleibe. Er wollte die Juden aus ihrer eigenen Bibel heraus überzeugen und ihr Leiden unter Christen wiedergutmachen.
Doch auch in evangelischen Territorien blieben Missionserfolge unter Juden aus. Es kam sogar vereinzelt zu Übertritten von Christen zum Judentum. Ab etwa 1526 sah Luther das Judentum daher stärker als Bedrohung des wahren christlichen Glaubens. In seiner Schrift Von den Juden und ihren Lügen (1543) beschrieb er die Juden mit bekannten antijudaistischen Klischees als halsstarrig, unverbesserlich und satanisch. Er forderte von den evangelischen Fürsten, die Synagogen zu zerstören, Juden Zwangsarbeit aufzuerlegen und sie notfalls zu vertreiben. Gleichwohl hielt er die Bekehrung einzelner Juden zum Christentum weiterhin für möglich.
Luthers theologische Haltung zum Judentum blieb trotz gegensätzlicher politischer Ratschläge konstant von seinem Verständnis von Gesetz und Evangelium bestimmt. Gemäß dem pädagogischen Gebrauch des Gesetzes (usus elenchticus legis) sollte es ausschließlich zur Erkenntnis der Sünde, des Gerichtes und des Zornes Gottes dienen, um den Sünder auf das reine Gnadengeschenk des Evangeliums und den Empfang des Leibes Christi vorzubereiten. Juden wie „Papisten“ und „Schwärmer“ waren für Luther Sklaven dieses Gesetzes. Ihre „Verstocktheit“ führe Christen in Versuchung, in den Irrglauben an die Selbsterlösung zurückzufallen. Sie kreuzige täglich den Gottessohn und halte das Reich Gottes auf. So sah er die bloße Existenz des Judentums als Gefahr für die Christenheit.
Johannes Calvin betonte deutlicher als Luther den ungekündigten Bund Gottes mit dem Volk Israel: Dieser sei bereits Rechtfertigung allein aus Gnade und ewiges Heil. Aber er trennte das biblische Volk Israel scharf vom nachchristlichen Judentum: Dieses habe sich selbst durch die Ablehnung Jesu Christi vom Bund ausgeschlossen und sei daher am – in der Kirchengeschichte realisierten – Zorn Gottes selbst schuld. Dennoch bleibe Gottes Segen über ihm.
Die Reformatoren weckten zum Teil ein neues Interesse am Judentum. Viele Theologen begannen sich literarisch damit zu befassen. Martin Bucer (1491–1551) und Johannes Coccejus (1603–1669) räumten ihm einen Platz in Gottes Heilsplan ein. Aber das änderte die Lage der Juden nicht: Sie blieben die oft bedrängten Außenseiter, deren einzige Rettung in der Kirche und Aufgabe ihres Judeseins lag.
Im Zuge der Gegenreformation verstärkte die römisch-katholische Kirche erneut ihre Bemühungen, Juden zu bekehren. So wurde 1543 auf Initiative Ignatius von Loyolas ein Katechumenhaus für männliche, 1562 ein Kloster für weibliche taufwillige Juden in Rom errichtet. Beide Gruppen mussten ihre Familien für immer verlassen. Bis 1798 wurden dort durchschnittlich elf Personen jährlich, insgesamt etwa 2000 meist italienische Juden im Alter zwischen 11 und 30 Jahren getauft. Nach ihrer feierlichen, oft von Päpsten und Kardinälen durchgeführten Taufe erhielten sie Prämien.
1584 führte Papst Gregor XIII. wöchentliche Zwangspredigten für je ein Drittel der Mitglieder aller Judengemeinden im Kirchenstaat ein. Die Anwesenheit wurde mit Namenslisten geprüft und Fehlen mit Geldbußen bestraft. Mit Ruten bewaffnete Kräfte sorgten für Ordnung. Der Erlass wurde jedoch nur in Rom konsequent befolgt und bald auch dort auf eine Zwangspredigt alle zwei Monate reduziert. Dieser Erlass wurde vom Vatikan 1749 und 1775 erneut bekräftigt, aber Zwangspredigten für Juden wurden nach 1823 nur noch fünfmal jährlich von einem Prediger des Dominikanerordens gehalten. Dies blieb bis 1847 üblich.

## Pietismus
Der Pietismus, der im gespaltenen Protestantismus nach dem Dreißigjährigen Krieg aufkam, machte die organisierte Judenmission zu einem seiner Hauptanliegen. Sein Vertreter Philipp Jacob Spener (1635–1705) hatte schon als Jugendlicher Hebräisch, Arabisch und Talmudwissenschaften studiert. Er kämpfte nicht nur für eine Erweckung der Kirchen, sondern auch für ein neues Verhältnis zum Judentum. Spener sprach von der „Hoffnung besser Zeiten der Kirche“ und erwartete schon in seiner Programmschrift Pia desideria („Herzliches Verlangen“) 1675 eine damit verbundene Judenbekehrung. Als biblischer Beleg diente ihm Röm 11,25 , wo von der Rettung „ganz Israels“ die Rede ist. Als er Widerspruch erntete, sammelte er Zitate von Kirchenvätern und anderen anerkannten Theologen früherer Zeiten, die eine endzeitliche Judenbekehrung gelehrt hatten, und fügte sie ab 1678 als Belegsammlung in einem Anhang seiner Pia Desideria bei. Weil die Erwählung trotz der Verwerfung Jesu weiter Bestand habe, sah Spener in den Juden „das vornehmste Geschlecht in der ganzen Welt aus dem gesegneten Samen der heiligen Väter“. Wie der junge Luther folgerte er aus den theologischen Festlegungen die ethische Konsequenz, dass Christen mit den Juden ihrer Gegenwart freundlich umzugehen hätten, sie nicht schmähen und verfolgen dürften. Sie seien vielmehr zu lieben um des Juden Jesus willen. Ausdrücklich berief sich Spener auf Gedanken des jungen Luthers und kritisierte dessen späte Judenschriften. Nachdem der Frankfurter Pietist anfänglich Zwangspredigten befürwortet hatte, lehnte er später jeden Zwang in Zusammenhang mit Bekehrungsbemühungen entschieden ab und hielt die von ihm ausgebildeten Pastoren zu tätiger Liebe für die Juden an; sein Ziel blieb deren Bekehrung.
Die von Spener geäußerten eschatologischen Erwartungen wurden von anderen Pietisten breit entfaltet. Sehr konkret wurde die endzeitliche Judenbekehrung beschrieben und terminiert und aus der Heiligen Schrift begründet. Der Württemberger Friedrich Christoph Oetinger, Schüler Bengels, einer der bedeutendsten Theologen des Pietismus, erwartete die Sammlung der Juden im Heiligen Land und die Rückkehr der einst in die assyrische Gefangenschaft verschleppten zehn Stämme Israels, die Wiedererrichtung des Tempels in Jerusalem und das Wiederaufleben des Opferkults. Im Tausendjährigen Reich sah er den Juden eine Führungsposition zukommen. Die ganze Welt werde dann von Jerusalem aus regiert, wo man wieder hebräisch spreche. Dies alles sollte um das von seinem Lehrer Bengel berechnete Jahr 1863 Wirklichkeit werden. Die Erwartung einer kommenden Judenbekehrung wurde im 18. Jh. theologisches Allgemeingut und förderte das Interesse am jüdischen Volk und einen wohlwollenden Umgang mit ihm.
In Hamburg gründete Esdras Edzardus (1629–1708) ein Proselytenhilfswerk, das Bekehrungswillige aufnahm und zu Judenmissionaren ausbildete. Auch er verband ein intensives Hebräisch- und Talmudstudium mit der christlichen Bekehrungsabsicht.
Johann Christoph Wagenseil (1633–1705), Professor an der Universität Altdorf, war der erste Protestant, der die Erneuerung des Christentums zur Bedingung einer erfolgreichen Judenmission machte. In zahlreichen Schriften warb er für ein glaubwürdiges öffentliches Christenleben, das alle Hindernisse beseitige, die Juden den Glauben an Christus erschwerten. Diese Kritik richtete er vor allem an die Obrigkeiten. Er war mit dem Amsterdamer Gelehrten und sephardischen Rabbi Menasse ben Israel (1604–1657) befreundet, dessen Kontakte zu Oliver Cromwell (1599–1658) den Juden nach deren Vertreibung seit 1290 die erneute Ansiedlung in England ermöglichten.
Johann Heinrich Callenberg, Nachfolger August Hermann Franckes (1663–1727), wurde durch diesen, Edzardus und Wagenseil angeregt, in Halle (Saale) 1728 ein Institutum Iudaicum für Judenmission zu gründen. Erforschung des Judentums, christliche Verkündigung und Diakonie bildeten darin eine Einheit. Er entsandte 20 ausgebildete Missionare unter anderem nach Kleinasien, Palästina und Ägypten, bis die preußische Regierung das Institut 1792 auflöste. Nur wenige Juden ließen sich durch diese „Sendboten“ bekehren; aber es entstanden internationale Freundeskreise zwischen Juden und Christen und ein reger Austausch. Sie weckten ein neues Interesse an Israel quer durch alle christlichen Konfessionen, das deren Gegensätze relativierte.
Callenbergs Schüler Graf Zinzendorf (1700–1760) gründete die Herrnhuter Brüdergemeine, die als Ganzes Judenmission vor allem unter Juden in Böhmen und den Niederlanden betrieb. 1741 wurde die Fürbitte für alle Juden in ihr Sonntagsgebet aufgenommen.
Die beginnende Aufklärung entzog dem Pietismus dann jedoch vielfach den Boden. Ihre auf die autonome Vernunfterkenntnis des Einzelnen gegründete praktische Ethik begründete Toleranz als sittliches Prinzip und stellte sich damit gegen jeden Bekehrungseifer. Der Deismus versuchte, Juden- und Christentum durch eine allgemeine, konfessionslose Vernunftreligion abzulösen. Das Interesse richtete sich nun eher auf die Emanzipation des Judentums und die gesetzliche Gleichberechtigung aller Staatsbürger. Eine Konjunktur an Konvertitenautobiografien und -romanen zwischen 1760 und 1785, die nicht etwa den Erfolg der Judenmission, sondern ihre Legitimationskrise innerhalb der Diskussion um die Toleranz gegenüber anderen Religionen widerspiegelte, ließ die Differenz zwischen Eigen- und Fremdbild zutage treten. Während die Autobiografien von bekehrten Juden verfasst wurden, waren die Autoren der Romane bereits als Kinder getaufte Christen. Im Zuge der jüdischen Emanzipation wurden daher starke Unterschiede in der Einschätzung der Judenmission deutlich.

## 19. Jahrhundert

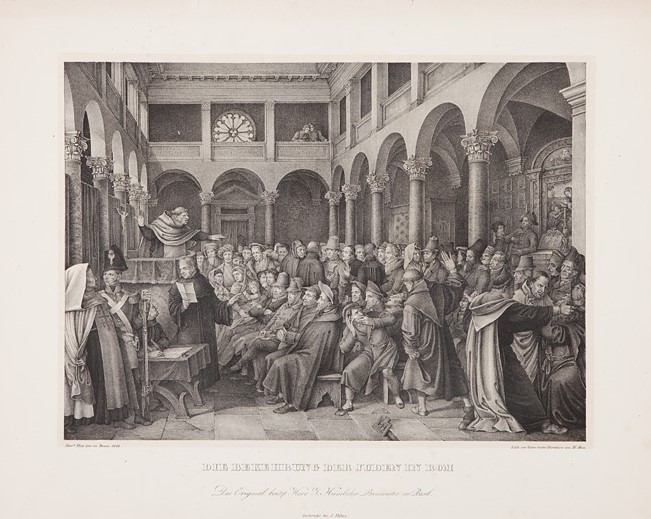
Lithografie von Hieronymus Hess zur Bekehrung der Juden in Rom. Datierung: 1823–1830. In der Sammlung des Jüdischen Museums der Schweiz.

Im 19. Jahrhundert erlebte die Judenmission ihren eigentlichen Aufschwung: Parallel zum Kolonialismus der Europäer gründeten sich nun überall Missionsgesellschaften, die ihre Vertreter in alle Erdteile aussandten. Sie trennten Judenmission und Völkermission meist nicht. Dahinter stand vielfach die Idee der Universalisierung des Christentums, um auf diesem Weg auch das Restjudentum zu gewinnen. Der amerikanische Erweckungsprediger, Jonathan Edwards (1703–1758), formulierte dieses Sendungsbewusstsein schon 1749 so:

„Bis 1800 könnte in dem protestantischen Teile der Welt die wahre Religion die Oberhand gewonnen haben; im nächsten halben Jahrhundert müsste dann das päpstliche Reich des Antichristen überwältigt und in den darauf folgenden 50 Jahren die muhammedanische Welt unterworfen und die jüdische Nation bekehrt werden. Dann stünde noch ein ganzes Jahrhundert zur Verfügung, um die gesamte Heidenwelt in Afrika, Asien, Amerika und Australien zu erleuchten, zu Christus zu bekehren […] sowie alle Häresien, Schismen, Schwärmereien, Laster und Immoralitäten auf der ganzen Welt auszurotten; hernach wird die Welt die heilige Ruhe des Sabbats genießen…“

Als erster europäischer Verein für Judenmission begann die London Society for Promoting Christianity amongst the Jews seit 1809 ihre Arbeit in den arabischen Ländern Nordafrikas, Äthiopien, Palästina und Iran. Aus ihr ging 1817 auch die erste Übersetzung des Neuen Testaments ins Hebräische hervor, später der ganzen Bibel ins Jiddische. Die Anglikaner besetzten 1841 erstmals das gemeinsame preußisch-anglikanische Bistum in Jerusalem mit dem vom Judentum konvertierten Michael Salomo Alexander als Bischof. Die British Jews Society folgte 1842 mit anderen Länderschwerpunkten des damaligen Empire, darunter Australien, Südafrika und Lateinamerika.
In Deutschland wurde am 18. Januar 1822 auf Anregung des britischen Botschafters Sir George Rose die Gesellschaft zur Beförderung des Christentums unter den Juden (Berliner Israelmission) gegründet. Zu ihren Hauptvertretern gehörten preußische Adelige wie Job von Witzleben, Anton zu Stolberg-Wernigerode, Hans Ernst von Kottwitz sowie der Erweckungstheologe August Tholuck. Die Gesellschaft erreichte bereits 1824 Massentaufen von Juden in Berlin, aber keine Abkehr der Getauften von ihren jüdischen Traditionen. Ab 1938 übernahm sie die Judenmission für die Deutsche Evangelische Kirche (DEK).
Auch in einzelnen Landeskirchen gründeten sich judenmissionarische Vereine, so 1843 der Rheinisch-Westfälische Verein für Israel. Franz Delitzsch gründete in Leipzig 1871 den Evangelisch-Lutherischen Centralverein für Mission unter Israel (heute: Evangelisch-lutherischer Zentralverein für Begegnung von Christen und Juden e. V.) und übersetzte 1877 für dessen Arbeit das NT ins Hebräische. 1883 gründete Hermann Leberecht Strack in Berlin ein Institutum Judaicum, das bis zu seiner staatlichen Schließung 1939 in vielen deutschen Städten wirkte. Landesvereine für die Judenmission entstanden auch in Norwegen (1844), Schweden (1875), Dänemark und Finnland (1885). Ähnliche Vereine in den Niederlanden, der Schweiz (1830/31: Verein der Freunde Israels in Basel) und Ungarn arbeiteten nur im nationalen Rahmen.

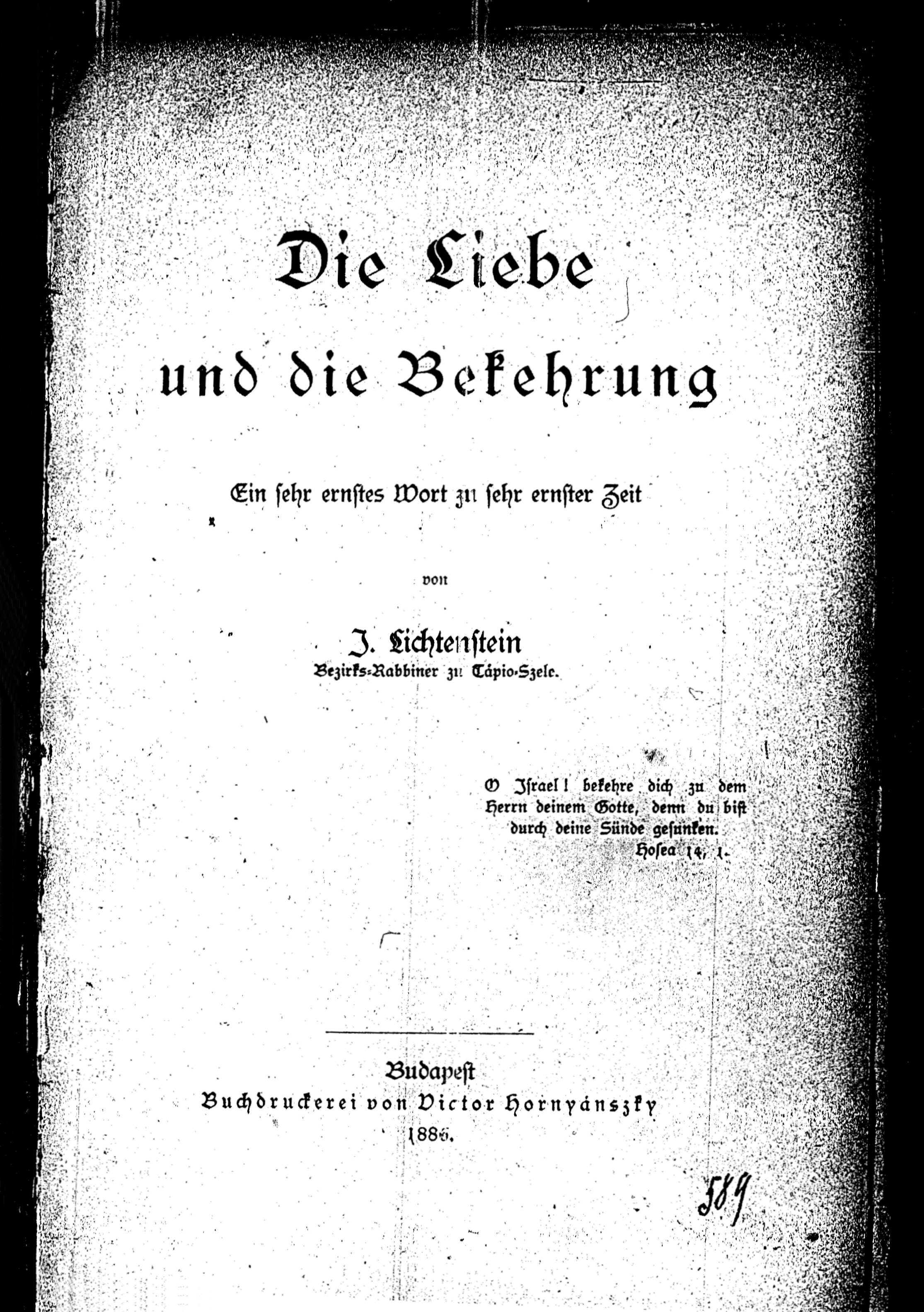
Ignatz Lichtenstein: Die Liebe und die Bekehrung, judenmissionarischer Traktat, Januar 1896

Aus der Londoner Judenmission entstand, beginnend mit William Hechler, um 1896 der „christliche Zionismus“. Diese Richtung betonte im Unterschied zur herkömmlichen Missionstheologie die bleibende Erwählung Israels zum Gottesvolk, das schließlich von Gott selbst bekehrt werden würde. Ihre Vertreter, zum Beispiel Ferdinand Wilhelm Becker, widersprachen dem damaligen Antisemitismus, warben unter den Mitchristen um Verständnis für das Judentum und klärten sie über dessen Eigenheiten auf. Auch der evangelische Theologe Johann Christian Konrad von Hofmann bejahte die Judenmission von der positiven eschatologischen Bestimmung des jüdischen Volkes nach dem NT aus.
Die deutschen Missionstheologen und Missionsgesellschaften waren während des deutschen Kolonialismus (1884 bis 1914) durchgehend nationalistisch und antijudaistisch orientiert; mit der Abwertung des Judentums ging die Aufwertung der eigenen Nation einher. So erklärte der Berliner Missionswissenschaftler Julius Richter 1915: Das evangelische Deutschland sei der „Evangelist unter den Völkern“, da hier „deutscher Geist und christlicher Glaube zu einer unauflöslichen Einheit verschmolzen“ seien. „Das deutsche Volk, das im Reformationszeitalter der Welt das Evangelium zurückgegeben hat, hat sicher auch heute den Weltberuf, der Menschheit das Christentum […] zu bringen. […] Deutsches Christentum, das ist die wahre Losung des nationalen Gedankens in der Mission.“

## Weimarer Republik
In der Weimarer Republik blieb diese Haltung ungebrochen. Judenmissionare wie Otto von Harling sahen den wachsenden Antisemitismus als Chance für ihr Anliegen in Kirche und Gesellschaft:

„Es empfiehlt sich daher, […] darzulegen, wie dies zum Segen bestimmte Volk mit der Verwerfung Jesu Christi unter Gottes Zorn und Gericht geriet, sodaß es selbst innerlich und äußerlich friedelos und den Völkern zum Unsegen wurde… Es gibt keine andere Lösung, als die Umkehr Israels zu seinem Messias, durch den allein es seiner Bestimmung zugeführt werden kann… Gott hat sein Volk nicht verworfen, er […] wartet auf seine Bekehrung; und das bedeutet für uns, er wartet darauf, daß die Christenheit das Werk der Bekehrung Israels zu seiner Aufgabe macht.“

Vertreter des europäischen und vor allem deutschen Judentums sprachen sich dagegen für einen jüdisch-christlichen Dialog aus und begannen ihn. So schrieb Franz Rosenzweig 1919 an seinen evangelisch getauften Vetter Hans Ehrenberg: „Die Judenmission ist doch das Schiboleth, ob jemand das wahre Verhältnis (zwischen Kirche und Israel) begriffen hat. Es wird auch weiter Judentaufen geben, obwohl die Pfarrer es dem, der zu ihnen kommt, so schwer machen sollten wie möglich, aber eine organisierte Judenmission darf es nicht geben.“
Deutsche Judenmissionsvereine nahmen den Dialog ansatzweise auf, indem sie auch jüdische Theologen zu jährlichen „Studientagungen zur Judenfrage“ einluden. So hielt Martin Buber 1930 in Stuttgart einen vielbeachteten Vortrag über „Die Brennpunkte der jüdischen Seele“, an den spätere evangelische Dialogtheologen anknüpften.
Als einer von ganz wenigen theologischen Außenseitern sprach sich der religiöse Sozialist Leonhard Ragaz seit 1918 für die Einstellung der traditionellen Judenmission aus, da diese das noch immer von Gott erwählte Volk der Juden verachte und Christus unmöglich glaubwürdig bezeugen könne.

## Zeit des Nationalsozialismus
Die im Juni 1932 gegründeten Deutschen Christen lehnten die Missionierung deutscher Juden aus rassistischen Gründen kategorisch ab und stellten sie als angeblich „schwere Gefahr für unser Volkstum“, „Eingangstor fremden Blutes in unseren Volkskörper“, „Rassenverschleierung und Bastardierung“ dar. Bei den Preußischen Kirchenwahlen im November 1932 verlangten sie, Judenmission einzustellen und Ehen zwischen „Deutschen und Juden“ zu verbieten. Ihr Versuch, Judenchristen analog zum staatlichen Arierparagraphen (7. April 1933) aus der DEK auszuschließen, löste den Kirchenkampf aus.
Die Barmer Theologische Erklärung der Bekennenden Kirche (BK) proklamierte 1934 Jesus Christus als das eine Wort Gottes, das alleingültiger Maßstab für christliches Leben, Kirchengestalt und Kirchenpolitik sei und bleibe. These 3 widersprach implizit dem Ausschluss getaufter Juden nach Maßgabe des staatlichen Rassismus. These 5 band die Staatsaufgabe an Recht und Frieden für alle Menschen und widersprach so implizit der Diktatur des NS-Staats. These 6 verwies auf den Verkündigungsauftrag „an alles Volk“, was die Juden einschloss, aber auch implizit ihrem politischen Ausschluss widersprach.
Viele BK-Anhänger waren jedoch zugleich begeisterte Hitleranhänger und NSDAP-Wähler. Sie bejahten mit Berufung auf Martin Luthers Zwei-Reiche-Lehre die rassistische Gesetzgebung und begonnene Judenverfolgung und lehnten nur staatliche Übergriffe auf kirchliche Selbstbestimmung ab. Die in der BK übliche Position vertrat Gerhard Jasper, Inspektor der Betheler Missionsgesellschaft: Er sah Judenmission 1934 als „Aufnahme des einzelnen Judenchristen in die Kirche, heraus aus dem jüdischen Volkstum“: „Die Mission nach außen in den Heidenländern wird erst dann erfolgreich sein, wenn das Judentum innerhalb der Christenheit überwunden ist.“ Siegfried Knak, Direktor der Berliner Mission, hatte die Protestanten 1933 ermutigt, das Dritte Reich mit einem „freudigen Ja“ zu begrüßen, und behauptet: Gerade die deutsche Mission lasse „die Bedeutung des Volkstums für die Menschheit und die Geschichte mit zwingender Kraft erkennen“. In seinem Wort der Mission zur Rassenfrage von 1935 schrieb er an alle deutschen evangelischen Missionsgesellschaften über die Juden:

„Dieses Volk steht unter besonderem Gericht. Zu diesem Gericht gehört es, daß es den Völkern, unter die es verstreut ist, so oft Verderben bringt. […] Der Staat darf, wo es not tut, harte Maßnahmen nicht scheuen. […] Ein Jude wird durch Taufe und Glaube nicht ein Deutscher, darum hat die Mission nichts mit der Frage zu tun, ob christliche Deutsche und christliche Juden untereinander heiraten sollen, sondern überläßt das dem Staat. Aber christusgläubige Juden sind Glieder der Kirche Christi, wie die gläubigen Menschen aller Völker zur Christenheit gehören. Die Mission ist entstanden durch das unübersehbare Gebot Christi […], kann sich daher nicht von Menschen Grenzen und Zeiten für ihr Wirken vorschreiben lassen.“

Damit bejahte Knak die damals erlassenen Nürnberger Gesetze und hielt zugleich an der Judenmission fest, da er diese als Teil der Völkermission und diese wiederum als Pflege des nichtjüdischen Volkstums begriff. Der Deutsche Evangelische Missionsrat erkannte diese Erklärung als seine offizielle Richtlinie an und versandte sie an alle deutschen evangelischen Missionsgesellschaften.
„Aus Sorge um die Rasseverschlechterung“ hatten einige evangelische Landeskirchen die Finanzierung der zentralen Berliner Israelmission schon seit 1931 eingestellt. Seit 1939 überließen sie ihr auf Anweisung Hanns Kerrls, damals Reichsminister für kirchliche Angelegenheiten, das Taufen von konversionsbereiten Juden. Erwägungen, eine Sondergemeinde für getaufte Juden einzurichten, wurden abgelehnt. So wurden in der Messiaskapelle (Kastanienallee 22) während der NS-Zeit 704 Juden getauft. 1941 wurde die Gesellschaft verboten, nachdem ihr Leiter, Pastor Otto Mähl, den Eintrag der früheren Religionszugehörigkeit in das Taufbuch verweigert hatte. Nun wurden „Judentaufen“ den einzelnen Gemeinden überlassen. Während von DC-Vertretern geführte Kirchen und Gemeinden diese bereits 1935 verboten hatten, erlaubten die NS-Behörden sie weiterhin, da für sie nur die Religionszugehörigkeit der Eltern und Großeltern über die Rasse derer Kinder und Enkel entschied. Daher schützte die Taufe konvertierte „Halb“- oder „Volljuden“ nicht vor Ausgrenzung und späterer Ermordung. Allenfalls „Mischlinge“, die aus Ehen zwischen „Ariern“ und Juden hervorgingen, waren eventuell zeitweise geschützt.
DC-Vertreter forcierten ab 1938 den Ausschluss getaufter Juden aus den von ihnen kontrollierten Landeskirchen und Gemeinden. DC-Pfarrer fahndeten in den Kirchenbüchern nach Getauften jüdischer Abstammung. Karl Themel etwa meldete über 2000 von ihnen dem Staat, lieferte sie also ihrer staatlichen Ermordung aus. Auch 86 in der Messiaskapelle getaufte Juden wurden in Vernichtungslager deportiert.
Nur einzelne BK-Mitglieder lehnten die Judenmission in der NS-Zeit ab, allen voran Elisabeth Schmitz: Sie drängte führende BK-Vertreter seit dem Judenboykott 1933 dazu, das Eintreten für verfolgte Juden und gegen rassistische Ausgrenzung zur bekenntnismäßigen Pflicht evangelischer Gemeinden zu machen. 1935 beschrieb sie in einer Denkschrift für die BK-Synode von Steglitz ausführlich das Versagen der BK gegenüber den verfolgten Juden und warnte vor einer kommenden staatlichen Judenvernichtung. Auf diesem Hintergrund sprach sie den Christen jedes Recht zur Judenmission ab: „Daß es aber in der Bekennenden Kirche Menschen geben kann, die zu glauben wagen, sie seien berechtigt oder gar aufgerufen, dem Judentum in dem heutigen historischen Geschehen und von uns verschuldeten Leiden Gericht und Gnade Gottes zu verkündigen, ist eine Tatsache, angesichts deren uns eine kalte Angst ergreift. Seit wann hat der Übeltäter das Recht, seine Übeltat als den Willen Gottes auszugeben?“ Der reformierte Theologe Karl Barth, Autor der Barmer Erklärung, lehnte die Judenmission entschieden ab und setzte sich ab 1936 in der Schweiz für verfolgte deutsche Juden ein. Er begründete dies biblisch-theologisch ausführlich in seiner ab 1936 ausgearbeiteten Erwählungslehre, die er 1942 während des Holocaust veröffentlichte (Kirchliche Dogmatik Band II,2).
Die „Führerdenkschrift“ der BK von 1936 schrieb an Hitler: „Wenn dem Christen im Rahmen der nationalsozialistischen Weltanschauung ein Antisemitismus aufgedrängt wird, der ihn zum Judenhaß verpflichtet, so steht dagegen das Gebot der Nächstenliebe.“ Doch für die Kanzelabkündigung wurde dieser Satz weggelassen.
In den Niederlanden beteiligten sich gerade Judenmissionare in der NS-Zeit an Rettungsversuchen für Juden ihres Landes. Kuno Gravemejer forderte als Präses der Hervormde Kerk alle Gemeinden seiner Kirche auf, Juden zu retten. Er wurde mit anderen deshalb von den Nationalsozialisten verhaftet und in ein Konzentrationslager gebracht.
In Deutschland versuchte das Büro Grüber im Auftrag der BK bis zu seiner Auflösung 1940, vor allem Judenchristen zur auch illegalen Ausreise zu verhelfen. Das Leipziger Institutum Judaicum Delitzschianum wurde 1935 nach Wien verlegt und setzte bis zu seinem Verbot 1938 Aufklärung über das Judentum und Widerspruch gegen Antisemitismus fort. Sein Leiter Hans Kosmala konnte im Haus der Schwedischen Israelmission Vorträge halten. Nach dem Anschluss Österreichs an das Deutsche Reich konnten mehr als tausend Juden mit Hilfe dieser Israelmission rechtzeitig ausreisen.

## Entwicklungen seit 1945

### Judentum
Seit der NS-Zeit lehnen Juden aller Lager die christliche Judenmission aus historischen, theologischen und ethischen Gründen fast geschlossen ab. Einige jüdische Theologen untersuchten nach 1945 das Neue Testament und hoben die positive Rolle Jesu als Lehrer und Prophet in den Evangelien hervor: Er habe den Nichtjuden weltweit Israels Gott und die Tora bekannt gemacht und lasse sie damit an Israels Verheißungsgeschichte teilhaben. Damit eröffneten sie erneut den jüdisch-christlichen Dialog, für den sie seit etwa 1960 den Verzicht auf Judenmission von ihren christlichen Gesprächspartnern forderten. Darin sehen sie das notwendige Zeichen für eine glaubwürdige Abkehr der Christen vom traditionellen Antijudaismus und Vorbedingung für die angestrebte Erneuerung des Verhältnisses zwischen beiden Religionen.
Rabbiner Lothar Rothschild begründete dies 1946:

„Die christologische Auffassung der Judenfrage geht manchmal hart an der Verfolgung der jüdischen Seele vorbei, denn das Gewinnenwollen bedeutet doch gleichzeitig Auslöschenwollen einer jüdischen Existenz.“

Leo Baeck lehnte als einer von sehr wenigen Holocaustüberlebenden gegenseitige Missionsversuche zwischen Juden und Christen nicht ab. Sein Schüler Robert Raphael Geis erwartete 1953 noch keinen prinzipiellen Verzicht christlicher Theologen auf Judenmission und argumentierte daher pragmatisch:

„Juden können nicht gut eine Änderung der christlichen Dogmatik erreichen, zu der wir nun einmal gehören. […] ‚Ich weiß, wir gehören in euren Heilsplan. Macht aber erstmal die Gojim der Welt zu Christen und dann sprechen wir uns wieder. Eine Abstinenz in der Judenmission können wir nach eurem Versagen z. Zt. Hitlers wohl verlangen.‘ Auf dieser Linie scheint mir eine Einigung in der Zeit möglich, eine Dauerlösung gibt es nicht vor den jemej hamaschiach [Tagen des Messias].“

Im Zuge der Neubesinnung christlicher Kirchen verschärften manche Vertreter des Judentums ihre Absage an die Judenmission. 1964 kritisierte Geis christliche Theologen, die nur aus historischen Gründen davon abgerückt seien. Der ungekündigte Israelbund lasse keinen Raum dafür, dem Judentum einen theologischen Erkenntnismangel zu unterstellen. Judenmission bleibe auch nach christlicher Schulderkenntnis und Buße theologisch unberechtigt.
Der württembergische Landesrabbiner Joel Berger erklärte 1999 auf dem damaligen Deutschen Evangelischen Kirchentag: „Die Judenmission ist für mich Fortsetzung des Holocaust mit anderen Mitteln.“ Günther Bernd Ginzel, der jüdische Vorsitzende der Gesellschaft für Christlich-Jüdische Zusammenarbeit in Köln, kritisierte 1999 die pietistische Judenmission. Diese setzte den vor etwa 150 Jahren begonnenen Antijudaismus christlich-konservativer Missionsgesellschaften „außerhalb der Zeit und jenseits der theologischen Entwicklung“ fort. Seit Auschwitz hätten sich alle offiziellen Erklärungen der EKD und des Vatikans von der Substitutionstheologie abgewandt, wonach das Judentum nur ein Vorläufer und Vorbereiter für das Christentum sei. Daher könnten sie die Judenmission nicht mehr nur aus historischen Gründen ablehnen. Vielmehr müssten sie endlich den Absolutheitsanspruch der christlichen Lehre selbst relativieren.
Meinhard Tenné, Vorstandssprecher der israelitischen Religionsgemeinschaft Württemberg, erklärte 2000 in Reaktion auf einen damaligen Synodenbeschluss der Evangelischen Landeskirche Württemberg: Dialog erfordere die gegenseitige Anerkennung des Anderen. Wo Christen auf einer Überlegenheit ihres Glaubens beharrten und Judenmission befürworteten, sei der jüdisch-christliche Dialog beendet, bevor er in den Gemeinden Früchte tragen könne. Henry G. Brandt, der Vorsitzende der deutschen Allgemeinen Rabbinerkonferenz, bat den Vatikan 2006, zur Kenntnis zu nehmen, „dass besonders in Deutschland die Mission an Juden ein rotes Tuch ist. Insbesondere hier ist jede Idee, jeder Anflug der Möglichkeit einer Judenmission quasi ein feindlicher Akt, eine Fortsetzung der Untaten Hitlers den Juden gegenüber auf anderer Ebene.“

### Römisch-katholische Kirche
Die Römisch-katholische Kirche beschloss beim Zweiten Vatikanischen Konzil 1965 die Erklärung Nostra Aetate. Danach können die Völkermission und das Christuszeugnis gegenüber Israel nicht gleich behandelt werden, da Gottes Bund mit Israel ungekündigt sei. Das Judentum wird trotzdem weiterhin in die sonstigen nichtchristlichen Religionen eingeordnet und dem allgemeinen Missionsauftrag unterstellt. Dieser wird jedoch eng mit dem Dialog und der Nächstenliebe verknüpft.
1973 erklärte die Französische Bischofskonferenz, das jüdische Volk sei „Gegenstand eines ewigen Bundes, ohne den der neue Bund nicht bestehen könnte. Weit entfernt davon, das Verschwinden dieser Gemeinschaft anzustreben, erkennt sich die Kirche selbst in der Suche nach einer lebendigen Verbindung mit ihr.“ Die besondere und dauernde Berufung des Volkes Israel sei nach der Bibel die Heiligung des Gottesnamens. Dadurch werde das Leben und Beten der Juden zum Segen für alle Völker. Die Kirche habe innerhalb dieser besonderen Sendung Israels ihren Platz, indem sie ihrerseits gegenüber den Völkern Gottes nie gekündigten Bund mit Israel verkündige und seinen Namen heilige. Damit schloss erstmals ein römisch-katholisches Gremium die Mission von Christen an Juden theologisch aus, da die Mission Israels an den Völkern (Jes 49,6 ) fortbestehe und die Völkermission der Kirche daran teilhabe.
1977 wies eine Vatikanstudie zum Problem von Mission und Zeugnis der Kirche im Verhältnis zum jüdischen Volk alle nötigenden Verkündigungsmethoden als „ungerechten Proselytismus“ und „Ausdruck von Diskriminierung, von Verachtung, von Voreingenommenheit gegen das jüdische Volk“ zurück. Denn Israel und die Kirche hätten den gemeinsamen Auftrag, „den Namen des einen Gottes zu allen Zeiten allen Völkern der Erde zu verkünden“. Zwangskonversionen von Juden durch eine christliche Mehrheitsmacht seien endgültig vorbei, doch die Gefahr, dass Christen Druck auf Juden ausübten, bestehe fort. Weil nur eine ‚Konversion‘ authentisch sei, die eine „seelische Vertiefung im religiösen Bewußtsein des Menschen bewirkt“, seien alle „Versuche zur Gründung von Organisationen zur ‚Konversion‘ von Juden, vor allem pädagogischer oder wohltätiger Art“, abzulehnen.
1992 erklärte die Arbeitsgruppe für Fragen des Judentums der Deutschen Bischofskonferenz (DBK) zum 500. Jahrestag der Vertreibung der Juden aus Spanien, die Judenmission sei aufgrund des ungekündigten Bundes Gottes mit Israel theologisch nicht mehr vertretbar. Es sei an der Zeit, davon rückhaltlos Abstand zu nehmen.
Der Gesprächskreis Juden und Christen beim Zentralkomitee der deutschen Katholiken (ZdK) erklärte 2005: Der Begriff Judenmission sei historisch zu belastet, um ihn weiter zu verwenden. Kurienkardinal Walter Kasper betonte jedoch, der „alte Bund“ mit Israel werde durch Jesus Christus so bestätigt und erfüllt, dass es außer ihm kein Heil gebe. Diese „Einmaligkeit und Universalität des Heils“ sei gemäß dem Auftrag zur Völkermission auch gegenüber Juden zu bezeugen, wenn auch aufgrund ihrer vorlaufenden Erwählung anders als gegenüber Nichtjuden. Gott gewähre die Heilshoffnung „auch denen, die sich nach seinem Willen richten, ohne Mitglieder der katholischen Kirche zu sein oder ihren Glauben an Jesus Christus zu teilen“. Das, was Juden und Christen trenne, dürfe nicht tabuisiert, sondern müsse in ihrem Dialog thematisiert werden. Christen könnten nicht auf ihr Christuszeugnis verzichten, Juden nicht auf die für sie unüberholbare Geltung der Tora.
Im Februar 2008 formulierte Papst Benedikt XVI. für die Tridentinische Messe die traditionelle Karfreitagsfürbitte für die Juden neu: „Lasst uns auch beten für die Juden. Dass unser Gott und Herr ihre Herzen erleuchte, damit sie Jesus Christus erkennen, den Heiland aller Menschen.“ Diese Formulierung löste eine neue Debatte um die Judenmission aus. Vertreter des Judentums lehnten die Bitte um ihre „Erleuchtung“ einhellig als Abwertung ihrer Religion und Unterstellung eines Defizits ab. Dagegen betonte Kurienkardinal Walter Kasper, der neue Text stimme mit „Nostra Aetate“ überein. Der Papst erbitte die Erleuchtung der Juden erst für die Endzeit, meine also keine gegenwärtige Missionsabsicht. Doch auch katholische Theologen kritisierten die Neufassung als Rückschritt hinter die bis dahin gültige Fassung der Fürbitte von 1975 und die „wegweisende Israeltheologie“ von Papst Johannes Paul II.
Um den jüdisch-christlichen Dialog nicht mit der geänderten Karfreitagsfürbitte zu belasten, forderte der Gesprächskreis „Juden und Christen“ beim ZdK 2009 mit Bezug auf Nostra Aetate eine explizite Abkehr von der Judenmission.
Die Erklärung orthodoxer Rabbiner Den Willen unseres Vaters im Himmel zu tun: Hin zu einer Partnerschaft zwischen Juden und Christen vom 3. Dezember 2015 lehnte die institutionelle Judenmission grundsätzlich ab. Daraufhin veröffentlichte der Vatikan am 10. Dezember 2015 die von Kardinal Kurt Koch verfasste Erklärung Denn unwiderruflich sind Gnade und Berufung, die Gott gewährt (Römer 11, 29). Diese bekräftigte schon im Titel den ungekündigten Israelbund Gottes, wies aber die These von zwei parallelen Heilswegen zurück und betonte, Jesus sei der Messias auch für Israel. Wie und wann Israel diesen Messias anerkennen und schließlich gerettet werde, sei laut dem Apostel Paulus Gottes eigenes „Mysterium“. Die Kirche kenne und unterstütze „keine spezifische institutionelle Missionsarbeit, die auf Juden gerichtet ist“. Dennoch sollten Christen auch Juden gegenüber Zeugnis von ihrem Glauben an Jesus Christus ablegen, aber „in einer demütigen und sensiblen Weise […], und zwar in Anerkennung dessen, dass die Juden Träger des Wortes Gottes sind, und besonders in Anbetracht der großen Tragik der Schoa.“ Trotz der nicht zurückgenommenen Karfreitagsbitte wurde die Erklärung als Verzicht des Vatikans unter Papst Franziskus auf jeden Versuch verstanden, Juden zum Christentum zu bekehren. Im November 2018 distanzierte sich auch der emeritierte Papst Benedikt XVI. ausdrücklich von der Judenmission. Selbige sei nicht vorgesehen und nicht nötig.

### Ökumenischer Rat der Kirchen
Der ÖRK erklärte bei seiner Gründung 1948 in Amsterdam nach dem Hinweis auf den Holocaust nicht die Judenmission, sondern den Verzicht darauf als kirchliches Versagen: „Ungeachtet der Universalität des Auftrages unseres Herrn und der Tatsache, daß die erste Mission der Kirche dem jüdischen Volk galt, haben unsere Kirchen […] es nicht fertiggebracht, an dieser Missionsaufgabe festzuhalten.“ Darum empfahl er seinen Mitgliedskirchen, die Juden in die allgemeine Evangelisationsarbeit einzubeziehen, und erwog, die internationale Judenmission zu leiten. Auch für die europäische Missionstheologie schloss der Missionsbefehl (Mt 28, 14ff.) die Juden weiterhin unbedingt ein. Ohne Judenmission sah etwa Göte Hedenquist, Leiter der Schwedischen Missionsgesellschaft in Wien (1951) […] „die Absolutheit des christlichen Glaubens in Frage gestellt.“
Dagegen unterschied die Niederländisch-reformierte Kirche 1949 (erstmals in einer christlichen Bekenntnisschrift) das kirchliche Zeugnis gegenüber Juden als „Gespräch mit Israel“ von der „Ausbreitung des Evangeliums“ und „Arbeit an der christlichen Durchdringung des Volkslebens“. Deshalb gründete sie 1961 anstelle der bisherigen Judenmissionsvereine den Rat für Kirche und Israel, der erklärte: Das „Achtgeben auf das Volk des Bundes“ hindere die Christen daran, „unter diesem Volk in der Weise Mission zu treiben, wie man das unter den Heiden in Angriff genommen hat.“ Denn die Bibel unterscheide prinzipiell zwischen Israel und den übrigen Völkern: Die Juden hätten selbst Gottes Auftrag erhalten, „vor den übrigen Völkern Zeugnis von Gottes Heil zu geben“. Darum dürfe die Kirche „nicht so tun, als rede sie zu einem Unwissenden. Mit Recht wird ein solches Reden von dem jüdischen Volk zurückgewiesen. Der jüngeren Schwester ziemt es nur, zu versuchen, ein Gespräch mit dem älteren Bruder anzuknüpfen.“
Der vom ÖRK in Auftrag gegebene Bericht Die Kirche und das jüdische Volk („Bristol Report“, 1967) spiegelte diesen theologischen Dissens: Werde die Kirche primär als irdischer Leib Christi verstanden, dann würden Juden als nicht dazugehörig betrachtet und müssten erst individuell oder korporativ zur Annahme Christi gebracht werden. Werde sie primär als hinzugekommener Teil des ersterwählten Volkes Gottes betrachtet, dann werde ihr Verhalten zu den Juden von der allgemeinen Völkermission unterschieden; letztere beinhalte dann gerade das Eintreten für die Anerkennung Israels als Mutter der Kirche, ohne von Juden ein Messiasbekenntnis zu Jesus zu erwarten.
Ökumenische Initiativen engagierten sich seitdem auch in Deutschland für die Abkehr von der Judenmission. Der Deutsche Koordinierungsrat (DKR) der Gesellschaften für Christlich-Jüdische Zusammenarbeit unter Nathan Peter Levinson (jüdisch), Martin Stöhr (evangelisch) und Willehad Paul Eckert (katholisch) formulierte 1971: „Ökumenische Begegnungen ohne Beteiligung von Juden sind unvollständig, weil christlicher Glaube sich ohne die jüdische Wurzel falsch – weil unbiblisch – entwickelt. […] Christliches Zeugnis findet Ausdruck in dem gemeinsamen praktischen Eintreten von Juden und Christen für mehr Gerechtigkeit, mehr Menschenwürde im Kampf gegen Unterdrückung und Ausbeutung. Judenmission widerspricht diesem biblischen Auftrag.“ Die europäische Konferenz zum Thema Kirche und jüdisches Volk in Arnoldshain formulierte 1974 einen folgenreichen Kompromiss „Christen und Juden müssen miteinander lernen, warum Juden misstrauisch sind gegen Missionsversuche, warum Christen auf eine Bezeugung ihres Glaubens nicht verzichten können. Sowohl Mission als auch Dialog gehören zu demselben unaufgebbaren Zeugnis der Kirche.“
Der ÖRK aktualisierte 1988 in Sigtuna (Schweden) den „Bristol Report“ von 1967 und bevorzugte die zweite der darin gegenübergestellten Positionen. Damit förderte er die Neubesinnung zum Judentum und brachte in Asien und Afrika einen Dialog zwischen einigen Mitgliedskirchen und Juden in Gang. Gesprächspartner des ÖRK und vieler seiner Mitgliedskirchen auf jüdischer Seite ist das 1970 gegründete International Jewish Committee on Interreligious Consultations.
Viele europäischen Kirchen vollzogen seither eine Abkehr von der Judenmission. Die Evangelische Generalsynode in Österreich zum Beispiel erklärte 1998: „Da der Bund Gottes mit seinem Volk Israel aus lauter Gnade bis ans Ende der Zeit besteht, ist Mission unter den Juden theologisch nicht gerechtfertigt und als kirchliches Programm abzulehnen.“

### Evangelische Kirche in Deutschland

#### Abkehr von der Judenmission
Die 1945 gegründete EKD hielt zunächst unverändert an der Judenmission fest und reflektierte den Anteil des deutschen Protestantismus am Holocaust und dessen Vorgeschichte im christlichen Antijudaismus erst allmählich. Bestehende Missionsvereine und der 1945 wiedergegründete Evangelisch-Lutherische Zentralverein für Mission unter Israel verknüpften materielle Hilfen für Holocaustüberlebende mit intensiven Bekehrungsversuchen unter der Leitlinie (nach Paul Gerhard Aring): „Unsere Schuld gegenüber den Juden angesichts des Holocaust verpflichtet uns doppelt zur Mission an ihnen; wir schulden ihnen […] unseren Christus.“ 1948 setzte der Reichsbruderrat der BK mit seinem Wort zur Judenfrage die traditionelle Enterbungstheologie fort und deutete den Holocaust als Strafe Gottes an den Juden.
Der ebenfalls 1948 von Karl Heinrich Rengstorf und anderen Judenmissionaren gegründete Deutsche Evangelische Ausschuss für Dienst an Israel führte bis 1982 28 Tagungen zum christlich-jüdischen Dialog mit jüdischen Theologen wie Leo Baeck, Martin Buber, Robert Raphael Geis und anderen durch. Die Initiatoren mieden das Thema Judenmission, so dass die jüdischen Teilnehmer den Dialog zum Teil als Alibi und heimliches Festhalten einer christlichen Bekehrungsabsicht empfanden.
1950 rückte die EKD-Synode von Weißensee als erstes deutsches Kirchengremium von der Enterbungstheologie ab: „Wir glauben, daß Gottes Treue über dem von ihm erwählten Volk Israel auch nach der Kreuzigung Jesu Christi in Kraft geblieben ist.“ Die Folgen daraus für die Judenmission wurden jedoch nicht gezogen. Der Missionstheologe Walter Holsten grenzte sich 1951 zwar vom „Ethnopathos“ und „Volkstum“ als Basis für Völkermission ab, da die Gemeinschaft Jesu Christi das endzeitliche Volk Gottes aus allen Völkern sei. Doch Jesus habe den wahren Sinn des Alten Testaments als „Entweltlichung“ (ein Begriff Rudolf Bultmanns), das heißt Verwandlung aller Menschen zum geistigen Volk Gottes, aufgedeckt. Israels Heilsprivilegien seien daher ganz auf die Kirche übergegangen: Seinen Namen und alle übrigen biblischen Verheißungen „reißt die Gemeinde Jesu Christi… an sich“. Dies lasse keinen Raum für die Erwählung der Juden zum Volk Gottes und „keinen anderen Weg zum Heil als den Gehorsam des Glaubens und die Eingliederung in Christus, in dem kein Jude noch Grieche ist (Gal 3,28).“ Israels Zukunft sei daher, „…das Kreuz auf sich zu nehmen und sein Leben zu verlieren. Damit wird niemand das Recht oder die Pflicht zur Peinigung oder Ausrottung gegeben, die ja durchaus mit dem Willen zur äußersten und doch mindestens inneren Selbstbehauptung, also im Unglauben und ohne Wandlung zum geistigen Israel erlitten werden können.“
Gerhard Jasper bejahte 1953 erstmals den Dialog mit dem Judentum, damit die Kirche „mit Gott in Ordnung kommt“. Doch weil allein die Kirche das „wahre Israel“ sei, gebe es „keine Sonderverheißung an Israel, die nicht auch der Kirche gehört.“ Die Christenheit sei „von der irdischen Heimat Israel frei geworden“. 1957 erklärte Jasper, die frühere Verfolgung der Juden als „Christusmörder“ habe Juden die Erkenntnis Jesu Christi als Messias Israels erheblich erschwert. Aber: „Die Gerechtigkeit durch das Blut Jesu Christi ist die innerste Bestreitung für die Daseinsberechtigung des jüdischen Volkes als sakralen Stämmeverbandes.“ Gleichwohl führte Jasper Gespräche mit jüdischen Theologen, deren Ertrag er 1958 veröffentlichte. Darin bekannte er eine Schuld der Christen an den Judenverfolgungen. Deren Leidensgeschichte habe jedoch mit dem stellvertretenden Sühneleiden Jesu Christi nach Jes 53,1ff  nichts zu tun. Die jüdische Messiashoffnung sei seitdem überholt. – Diese dogmatische Grenze, die gerade auch bei dialogbereiten Protestanten nach 1945 vorherrschte, bezeichnet Bertold Klappert als „vom Antisemitismus gereinigten Antijudaismus als der rechten Hand der Judenmission“.

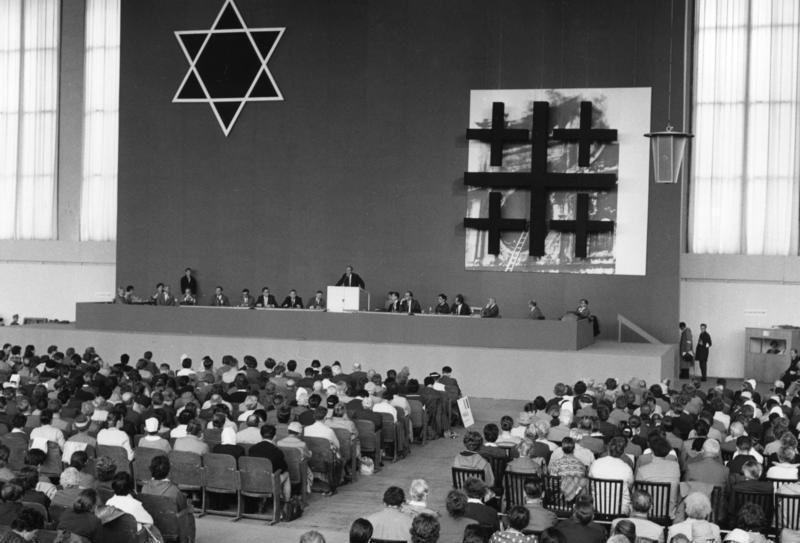
10. Evangelischer Kirchentag, West-Berlin, Messehalle am Funkturm, 21. Juli 1961: Arbeitsgruppe „Juden und Christen“

Seit 1960 stellten einige Kirchengremien und evangelische Theologen die Fortsetzung antijudaistischer Positionen in Frage. Angesichts neuer antisemitischer Schändungen jüdischer Friedhöfe erklärte die Provinzialsynode Berlin-Brandenburg im Januar 1960:

„Der immer wieder durchbrechende Judenhaß ist offenkundige Gottlosigkeit. Darum erarbeitet Euch die biblische Erkenntnis, daß unsere Rettung von der Erwählung Israels nicht zu trennen ist.“

Aus einer „Arbeitsgruppe Juden und Christen“ beim evangelischen Kirchentag in München 1959 entstand 1961 die AG Juden und Christen beim Deutschen Evangelischen Kirchentag. Zu ihr gehörten 28 Personen, darunter die Juden Schalom Ben-Chorin, Robert Raphael Geis, Ernst Ludwig Ehrlich, Eva Gabriele Reichmann und Eleonore Sterling sowie die Christen Helmut Gollwitzer, Hans-Joachim Kraus, Günther Harder und Adolf Freudenberg. Sie erklärten bei der AG-Gründung:

„Juden und Christen sind unlösbar verbunden. Aus der Leugnung dieser Zusammengehörigkeit entstand die Judenfeindschaft in der Christenheit. Sie wurde zu einer Hauptursache der Judenverfolgung. Jesus von Nazareth wird verraten, wenn Glieder des jüdischen Volkes, in dem er zur Welt kam, als Juden mißachtet werden. Jede Form der Judenfeindschaft ist Gottlosigkeit und führt zur Selbstvernichtung. […] Gegenüber der falschen, in der Kirche jahrhundertelang verbreiteten Behauptung, Gott habe das Volk der Juden verworfen, besinnen wir uns neu auf das Apostelwort: 'Gott hat sein Volk nicht verstoßen, das er zuvor ersehen hat' (Röm 11,2).“

Günther Harder erläuterte diese Aussagen: Die Judenmission sei eine Sache des Pietismus gewesen, der alle Menschen als Individuen habe bekehren wollen und damit den Volks- und Gemeinschaftscharakter des Judentums missachtet habe. Auch hätten die christlichen Missionsgesellschaften politische Privilegien erhalten, da man von ihnen die „Lösung der Judenfrage“, nämlich die Eingliederung der Juden in das christliche Abendland erwartet habe. Ein Dialog dagegen setze voraus, dass man sich von den Juden etwas sagen lasse, ihnen mit bedingungsloser Liebe begegne und sie nicht erst dränge, sich zu ändern.
Die Erklärung rief heftige Abwehr in konservativ-christlichen Kreisen hervor. So schrieb die Zeitung Christ und Welt am 28. Juli 1961, demnach habe Jesus und das Neue Testament keine Bedeutung für den christlichen Glauben, die gesamte Kirchengeschichte sei dann als einziger großer Holzweg zu bezeichnen. Ein anderes Blatt schrieb, die Trennung zwischen Christen und Nichtchristen sei für das NT absolut und nehme die Juden nicht aus. Wer dies bestreite, begehe unerlaubte „theologische Knochenerweichung“. Alle Pressekommentare stimmten darin überein, die Judenmission sei die einzige legitime Form des Dialogs mit dem Judentum. Auch für Gollwitzer und Harder stand außer Frage, dass Jesus auch Juden gegenüber als der einzige Weg zum Heil zu bezeugen sei. Sie lehnten also nur die traditionelle Judenmission ab: Christen hätten aufgrund ihrer Mitschuld an der Schoa keine Möglichkeit mehr dazu. Daraufhin kündigte Robert Raphael Geis seine Mitarbeit in der Arbeitsgemeinschaft zeitweise auf.
Nach vierjährigen Vorarbeiten eines von der Landessynode der Evangelischen Kirche im Rheinland damit beauftragten Ausschusses wurde 1980 auf der Landessynode in Bad Neuenahr ein proponendum vorgelegt und mit großer Mehrheit angenommen. Der Synodalbeschluss der Evangelischen Landeskirche im Rheinland zur Erneuerung des Verhältnisses von Christen und Juden enthält folgenden Bekenntnissatz:

„Wir glauben, daß Juden und Christen je in ihrer Berufung Zeugen Gottes vor der Welt und voreinander sind; darum sind wir überzeugt, daß die Kirche ihr Zeugnis dem jüdischen Volk gegenüber nicht wie ihre Mission an der Völkerwelt wahrnehmen kann.“

Der Jude Jesus habe den Bund Gottes mit Israel durch sein stellvertretendes Sterben am Kreuz endgültig erfüllt und so zugleich alle Völker in ihn einbezogen.
Der Evangelisch-lutherische Zentralverein für Mission unter Israel benannte sich 1985 nach fünfjährigem Diskussionsprozess in Zentralverein für Zeugnis und Dienst unter Juden und Christen e. V. um. 1991 änderte er seine Statuten und lehnte Judenmission im Sinne des Gewinnens von Proselyten nunmehr ab. Christsein bedeute als ganzheitliches Lebenszeugnis immer Respekt vor anderen Religionen. Christen seien mit Juden und Judenchristen unlösbar und auf besondere Weise verbunden.
Dem folgten die meisten Landeskirchen mit ähnlichen Erklärungen: so 1992 die Evangelisch-reformierte Kirche, 1993 die Evangelisch-Lutherische Kirche in Oldenburg, 1994 und 1999 die Evangelische Kirche von Westfalen, 1995 die Evangelisch-lutherische Landeskirche Hannovers, 1997 die Evangelische Kirche von Kurhessen-Waldeck, 1998 die Evangelisch-Lutherische Kirche in Bayern, die Lippische Landeskirche und die Evangelisch-Lutherische Landeskirche Mecklenburgs. Etwas später nahmen einige Landeskirchen entsprechende Neuaussagen zum Judentum in ihre Verfassungen auf: so 1988 die Evangelisch-reformierte Kirche, 1991 die Evangelische Kirche in Hessen und Nassau, 1995 die Evangelische Kirche der Pfalz, 1996 die Evangelische Kirche im Rheinland und die Evangelische Kirche in Berlin-Brandenburg, 1997 die Pommersche Evangelische Kirche und 1998 die Lippische Landeskirche. Solche neuen Grundaussagen sind vor allem
- die bleibende Erwählung Israels und bleibende Verheißung Gottes für sein Volk
- die bleibende Verbundenheit der Kirche mit dem jüdischen Volk, meist als Hineinnahme der Kirche in den einzigartigen Bund Gottes mit Israel
- die Absage an jede Art der Judenfeindschaft
- die kirchliche Mitschuld am Holocaust und Mitverantwortung für dessen Folgen
- die Juden und Christen gemeinsame Zukunftserwartung auf einen „neuen Himmel und eine neue Erde“ oder „die Vollendung der Gottesherrschaft“
- das gemeinsame Hören auf Gottes Weisung, die Bedeutung der Tora auch für Christen.

Eine ausdrückliche Absage an die Judenmission beschlossen 1990 die Evangelische Kirche in Berlin-Brandenburg und die Evangelische Kirche von Westfalen. Deren Landessynode erklärte: „Deshalb ist es heute unsere Aufgabe herauszufinden, wie wir Jesus Christus allen bezeugen können, ohne die heilsgeschichtlich einmalige Stellung des jüdischen Volkes zu nivellieren oder zu negieren. Eine Judenmission lehnen wir ab.“ Der Verzicht darauf, so bekräftigte diese Landeskirche 1999, sei „Minimalvoraussetzung“ für ein „gedeihliches Neben- und Miteinander von Kirche und Synagoge“. Dem folgte 2008 die Evangelisch-Lutherische Kirche in Bayern.
1995 verlangten die Gesellschaften für christlich-jüdische Zusammenarbeit ein „klares Nein“ der EKD und ihrer Teilkirchen zur Judenmission, die Juden seit der Schoa verständlicherweise als „schroffe Bedrohung ihrer Existenz“ erlebten: Nur dann sei „ihr Kampf gegen Antijudaismus in der Kirche und gegen jede Form von Antisemitismus in der Gesellschaft wirklich glaubhaft.“ 1998 erklärte der Rat der EKD in Hannover nach einem Gespräch mit dem Zentralrat der Juden in Deutschland:
„Die Mitglieder der EKD-Delegation betonen, daß die christliche Verkündigung öffentlich geschieht und sich an alle Menschen wendet und stets Einladung zum Hören und zum Gespräch ist. Sie bekräftigen, daß alle Gliedkirchen der EKD eine spezielle Ausrichtung dieser Verkündigung auf Juden, etwa im Sinne einer auf Bekehrung zielenden organisierten 'Judenmission', aus theologischen und historischen Gründen ablehnen.“
2000 erklärte die EKD in ihrer Denkschrift Christen und Juden III:

„Judenmission – sofern man darunter eine planmäßig durchgeführte, personell und institutionell organisierte Aktivität von Christen mit dem Ziel der Verbreitung christlichen Glaubens unter jüdischen Menschen versteht – gehört heute nicht mehr zu den von der Evangelischen Kirche in Deutschland und ihren Gliedkirchen betriebenen oder gar geförderten Arbeitsfeldern. Seit langem stehen stattdessen die Begegnung von Christen und Juden sowie der offene Dialog zwischen ihnen auf der Tagesordnung der Kirchen. […] Gott hat Israels Bund zu keinem Zeitpunkt gekündigt. Israel bleibt Gottes erwähltes Volk, obwohl es den Glauben an Jesus als seinen Messias nicht angenommen hat. ‚Gott hat sein Volk nicht verstoßen‘ (Röm 11,1). Diese Einsicht lässt uns – mit dem Apostel Paulus – darauf vertrauen, Gott werde sein Volk die Vollendung seines Heils schauen lassen. Er bedarf dazu unseres missionarischen Wirkens nicht.“

Am 9. November 2016 beschloss die Synode der EKD eine Kundgebung mit einer „Erklärung zu Christen und Juden als Zeugen der Treue Gottes“. Darin heißt es: „Christen sind – ungeachtet ihrer Sendung in die Welt – nicht berufen, Israel den Weg zu Gott und seinem Heil zu weisen. Alle Bemühungen, Juden zum Religionswechsel zu bewegen, widersprechen dem Bekenntnis zur Treue Gottes und der Erwählung Israels.“

#### Theologische Konflikte
Die allmähliche Abkehr der EKD von der organisierten Judenmission ist bis heute von theologischen Konflikten begleitet. Am 3. August 1980 bejahten 13 Theologieprofessoren der Universität Bonn zwar den jüdisch-christlichen Dialog, aber nicht den Rheinischen Synodalbeschluss: Man müsse im NT zwischen erwählten und verworfenen Israeliten sowie zwischen biblischem Israel und heutigen Juden unterscheiden. Die historische Kontinuität zwischen Abraham und den Juden sei im NT theologisch irrelevant. Zugehörigkeit zum Volk Israel bedeute daher keinen Heilsanspruch: Der Jude als solcher hat keine Heilsgarantie. Die biblische Land- und Volkverheißung an Israel spiele für Jesus und den Glauben der Urchristen keine Rolle mehr. Auch vom Gottesbund mit Israel rede Jesus nicht. Das NT stelle Alten und Neuen Bund als ausschließende Gegensätze dar. Das AT sei für Christen nur noch von der Christusbotschaft her gültig, die von Gesetz, Sünde und Tod befreie. Denn Christus habe den Heilsweg der Tora durch seinen Tod beendet. Paulus erinnere die Nichtjuden an den Unglauben der meisten Juden, um ihnen einzuschärfen, dass nur ihr Christusglaube sie retten könne. Die von ihm angekündete Rettung ganz Israels (Röm 11,15f) begründe keinen Sonderweg zum Heil. Tora-Judentum und Christentum seien unvereinbar. Juden und Christen eine die gemeinsame Hebräische Bibel und trenne deren Deutung; ansonsten seien sie gleichermaßen Sünder vor Gott. Die nationalsozialistische Ideologie sei ebenso antijüdisch wie antichristlich gewesen. Die Mitschuld der Christen am Holocaust dürfe nicht dazu führen, dass sie aus einem schlechten Gewissen heraus diese Grundwahrheiten aufgäben oder schmälerten. Die Kirche dürfe auf die Evangeliumsverkündigung auch an Juden nicht verzichten. Sie könne nur nicht von ihnen verlangen, sich aus der jüdischen Traditionsgemeinschaft zu lösen, wenn sie Christen würden.
Am 29. Oktober 1980 antworteten 26 Theologen der Universität Heidelberg darauf: Der Rheinische Synodalbeschluss wolle keine Glaubenswahrheiten aufgeben, sondern bisher verdeckte Aspekte des Christseins wegen des Holocaust neu bewusst machen. Juden und Christen seien nicht nur im Bekenntnis zum Schöpfergott, sondern auch in der Hoffnung auf messianische Erlösung und im aktiven Zeugnis für Gerechtigkeit und Frieden miteinander verbunden. Nur aufgrund der jüdischen Messiashoffnung könnten auch Heiden in Jesus den Messias Israels erkennen. Alle Juden seien trotz ihrer Vielfalt Angehörige des von Gott bleibend erwählten Volkes und insofern berufen, Licht der Völker zu sein; nur deshalb sei auch die Kirche zu den Völkern gesandt worden. Dieser Auftrag beinhalte keine Judenmission. Vielmehr solle ihr Glaube an denselben Gott die Juden „eifersüchtig“ machen (Röm 11,11). Die Substitutionstheologie sei abzulehnen. Weil Israel nach dem NT Volk Gottes bleibe, könnten und müssten Heidenchristen keine Juden werden. In die damalige Ablehnung des Pharisäismus sei viel zeitbedingte Polemik eingeflossen. Dass Juden meist nicht an Jesu Messianität glauben, sei berechtigt, da die von Christen behauptete Erlösung dieser Welt ihr nicht anzusehen sei. Dieser im NT thematisierte Einspruch müsse auch heutigen Juden erlaubt bleiben, da er zur Überwindung des Antijudaismus helfe. Die kirchliche Mitschuld am Holocaust sei unübersehbare Nötigung zum Überdenken bisheriger christlicher Theologie; dieser Prozess müsse fortgesetzt werden. Die Bonner Erklärung negiere dies und sei damit hinter die Stuttgarter Schulderklärung zurückgefallen.
1999 ließ die EKD den Evangeliumsdienst für Israel zum 28. evangelischen Kirchentag in Stuttgart zu. Als dies im Vorfeld bekannt wurde, sagte die Israelitische Religionsgemeinschaft Württemberg ihre Teilnahme am Kirchentag ab. Die Arbeitsgemeinschaft Juden und Christen nahm dies zum Anlass für ein öffentliches „Nein zur Judenmission“ in fünf Punkten: Das NT (Röm 9,4 ) habe Gottes Treue zum erwählten Volk Israel (Dtn 7,9 ) bekräftigt. Dies schließe aus, Juden Jesus als den für ihr Heil nötigen Messias zu verkündigen. Der Neutestamentler Klaus Wengst erläuterte dies:

„Was wir durch Jesus Christus an Vertrauen zu Gott gewinnen und an Vergebung der Sünden, an Erbarmen und an Rechtfertigung erfahren, kennt und erfährt das Judentum in Vergangenheit und Gegenwart auch ohne Jesus.“

Gottes Bund mit Israel öffne Christen die Augen für den eigenen Weg dieses Volkes mit Gott, das diesen bis heute auf einzigartige Weise vor der Welt, auch gegenüber den Christen, bezeuge. Jesu Auftrag zur Völkermission sende die Christen nicht zu den Juden, sondern zu allen anderen Völkern. Er beinhalte die Weitergabe der jüdischen Tora an diese. Nach dem NT hätten Nichtjuden keine Judenmission betrieben. Die Geschichte der christlichen Judenmission sei mit einer theologischen Abwertung des Judentums und blutiger Verfolgung von Juden einhergegangen. Dies habe den Holocaust ermöglicht und die Evangeliumsverkündigung unglaubwürdig gemacht. Judenmission werde von den jüdischen Gemeinden in Deutschland als Bedrohung wahrgenommen und gefährde den Dialog zwischen Juden und Christen:

„Deshalb verbietet sich für Christen jeder Versuch, an Juden in missionarischer Absicht heranzutreten. Darum widersprechen wir allen Unternehmungen von Christen, gegenüber Juden Bekehrungsversuche direkt zu betreiben oder indirekt zu unterstützen.“

Diese Punkte stellte die AG am 17. Juni 1999 auf dem Kirchentag zur Diskussion, schloss aber evangelikale Gruppen wegen „Dialogunfähigkeit“ davon aus. Die Erklärung wurde am selben Abend mit wenigen Enthaltungen und Gegenstimmen angenommen und dem Kirchentagspräsidium regelgemäß zur weiteren Veröffentlichung übergeben.
Im Vorfeld sagte Manfred Kock, damals Ratsvorsitzender der EKD, seine Teilnahme an dieser Veranstaltung ab: Er wolle nicht in eine laufende Diskussion eingreifen und sich nicht für eine einseitige Erklärung gegen die Judenmission vereinnahmen lassen. Hermann Barth, theologischer Leiter des Kirchenamtes der EKD, sah „keinen stichhaltigen theologischen Grund dafür, dass Christen – sei es in Deutschland oder anderswo – gegenüber Juden von Jesus Christus schweigen“. Dies stellte die bisherige Ablehnung der Judenmission durch die EKD in Frage. Daraufhin nahmen Vertreter des Judentums, darunter Michel Friedman, nicht am Kirchentag teil.
Der ehemalige württembergische Landesbischof Theo Sorg widersprach der Kirchentagsresolution vom 17. Juni 1999 am Folgetag: Auch der Holocaust ändere nichts daran, „…dass Jesus, der Sohn Gottes, zuerst für Israel gekommen ist, dass er auch für Israel am Kreuz gestorben und am dritten Tag wiederauferstanden ist. Jesus ist der Heiland der Völker und der Messias Israels. Man muss dem Neuen Testament Gewalt antun, wenn man diese biblische Linie abblenden und auf die Seite legen will.“ Dieses Votum erhob die „Werkstatt Pietismus“ zu ihrer Gegenposition und begründete diese biblisch wie folgt: Jesus selbst war Jude (Mt 1,1–17; Joh 4,7–9), der sich zu Lebzeiten als ausschließlich zum Volk Israel gesandt gesehen habe (Mt 15,21–28; Joh 4,22). Sämtliche seiner Jünger waren Juden (Lk 6,12–16). Nach Jesu Tod und Auferstehung verkündigten seine Jünger das Evangelium zunächst ausschließlich den Juden (Apg 2,14.37.38; 3,13). Erst als Gott Petrus zu den Nichtjuden gesandt habe, habe dieser begonnen, auch diesen Völkern das Evangelium zu verkündigen (Apg 10) und sich dafür rechtfertigen müssen (Apg 11,1–18). Als Christen seien die nichtjüdischen Jesusanhänger erst in Antiochia von Außenstehenden bezeichnet worden (Apg 11,26). Auch Prälat Rolf Scheffbuch widersprach der Resolution: „Es gehört schon ein gerüttelt Mass an Ignoranz klarer biblischer Erkenntnis dazu, Jesus Christus als Erlöser und Messias der Juden auszuschalten… Es grenzt fast an Verhöhnung des dreieinigen Gottes, wenn das Erlösungswerk Jesu eine Zumutung für die Juden ist. Wengst propagiert hier mit seinem sonderbaren Schriftverständnis eine Zwei-Klassen-Gesellschaft auf dem Weg zum himmlischen Heil.“
Am 14. Dezember 1999 hielt die evangelisch-theologische Fakultät der Universität Tübingen einen Studientag zum Thema Christlicher und jüdischer Glaube – Zwei Wege zum Heil? ab. Dazu waren nur christliche Theologen und Judenmissionare als Referenten eingeladen. Landesrabbiner Joel Berger kritisierte dies am 31. Dezember 1999: Das Thema stelle das Judentum als eigenständigen Heilsweg bereits in Frage. Ein Dialog ohne Juden sei Heuchelei. Seinen Brief ließen die Initiatoren des Studientags unbeantwortet. Das Schwäbische Tagblatt berichtete kritisch darüber und zitierte gedruckte Aussagen von Tübinger Theologen (Peter Stuhlmacher, Eberhard Jüngel, Dorothea Wendebourg und andere) mit dem Fazit, Tübingen sei schon lange eine „Theorie-Hochburg der Judenmission“. Das Angebot des Tagblatts zu einer Podiumsdiskussion mit jüdischen Gemeindegliedern sagten alle angefragten evangelischen Theologieprofessoren ab. Am 12. Januar 2000 erklärten die Tübinger Theologieprofessoren Bernd Janowski, Hermann Lichtenberger und Stefan Schreiner öffentlich: „Judenmission, in welchem Gewand auch immer sie daherkommt, lehnen wir ab, ohne Wenn und Aber, aus exegetisch-theologischen Gründen eben so wie aus historischen und moralischen. Der Versuch von Heiden(christen), das Volk Gottes zu missionieren, ist ein aberwitziges Unterfangen, das in den kanonischen Schriften der Kirche keinerlei Rechtfertigung hat. Das Judentum ist keine defizitäre Religion; es ist dies heute ebenso wenig, wie es dies je war. Jüdisches Selbstverständnis lebt von der gottgeschenkten Heilsgewissheit, ›dass ganz Israel an der zukünftigen Welt Anteil hat‹ (Mischna, Traktat Sanhedrin, Kapitel 10). Nur menschliche Hybris kann diese Heilsgewissheit bestreiten. […] Juden und Christen sind je auf ihre Weise zu Zeugen des Einen Gottes ›in unserer Welt berufen‹. Wenn Christen dieses Zeugnis mit den Psalmen der hebräischen Bibel ablegen, rezitieren sie keine ›getauften Psalmen‹, sondern stimmen ein in das Gotteslob Israels, in das Bekenntnis zu dem Einen Gott.“ Sie erwarteten, die Frühjahrssynode der württembergischen Landeskirche werde „…zu einer klaren Absage an die Judenmission gelangen und damit ein deutliches Zeichen der Buße und des Umdenkens setzen, um nach Jahrhunderten der ›Vergegnung‹, wie Martin Buber sagte, zu einer Begegnung von Christen und Juden zu kommen und einen Neuanfang des Gespräches zwischen ihnen zu ermöglichen.“
Ein Gutachten der Tübinger Fakultät zum Verhältnis von Juden und Christen vom 23. Februar 2000 empfahl den Verzicht auf den historisch belasteten Begriff „Judenmission“, der Verständigung erschwere. Die universale Evangelisation gelte jedoch unverändert auch Juden. Das schließe „Respekt vor dem Selbstverständnis Israels ein, im ungekündigten Bund zu leben und in ihm das Heil zu erfahren“. Darauf berief sich auf der Landessynode im April 2000 unter anderem der Evangeliumsdienst für Israel, während Gegner der Judenmission das Gutachten als Sprachkosmetik und Heuchelei kritisierten. Am 6. April beschloss die Synode mit knapper Mehrheit eine Absage an die Judenmission und betonte zugleich: „Die Kirche glaubt und bezeugt im Christusgeschehen das endgültige, nicht überbietbare Gotteshandeln für das Volk Israel und die Völkerwelt.“ Am 7. April folgten Anträge zur Förderung judenmissionarischer Werke. In den Folgewochen befürworteten rund 190 württembergische Pfarrer die Judenmission. Unter den Begründungen in Leserbriefen waren auch Geschichtsfälschungen und antijudaistische Stereotype: etwa dass Juden Christen viel häufiger verfolgt hätten als umgekehrt und Schuldgefühle wegen Auschwitz die christliche Weltmission nicht vereiteln dürften.
In der EKD kam es weiterhin zu heftigen Kontroversen über den Umgang mit Gruppen, die Judenmission bejahen und ausüben. Der Ökumenische Kirchentag 2003 ließ einige judenmissionarische Vereine nicht als Teilnehmer zu. EKD-Vertreter kritisierten 2003, dass solche Gruppen eine Solidarität mit Israels Siedlungspolitik direkt mit biblischen Aussagen legitimierten und dabei sowohl den christlich-jüdischen Dialog als auch die Rechte der Palästinenser übergingen. Nikolaus Schneider lehnte Judenmission wiederholt deutlich ab, etwa 2009 als Präses der rheinischen Landeskirche und 2012 als Ratsvorsitzender der EKD.

### Vertreter der Judenmission
Der Evangelikalismus befürwortet und fördert die Judenmission bis heute als biblisch begründete Pflicht. Evangelikale Christen deuten etwa Joh 14,6  („Ich bin der Weg, die Wahrheit und das Leben. Niemand kommt zum Vater außer durch mich“) so, dass auch Juden ohne ausdrückliche Anerkennung der Gottessohnschaft Jesu keine Erlösung erlangen könnten. Mt 28,19f. verstehen sie als Missionsbefehl, der Juden nicht nur eventuell zeitgeschichtlich, sondern aktuell unbedingt einschließe.
Die überkonfessionelle evangelikale Lausanner Bewegung behandelt Judenmission regelmäßig bei ihren Internationalen Kongressen für Weltevangelisation. Die Unterzeichner der Lausanner Verpflichtung von 1974 zeigten sich „entschlossen, dem Auftrag Jesu Christi zu gehorchen, indem wir Sein Heil der ganzen Menschheit verkündigen, um alle Völker zu Jüngern zu machen“. Denn Jesus Christus sei der einzige Mittler zwischen Gott und den Menschen. Die 1980 in Thailand entstandene Arbeitsgruppe Lausanne Consultation on Jewish Evangelism (LCJE) betrachtet Judenmission als Prüfstein für die Bereitschaft ihrer Mitglieder zur Evangelisation aller Völker. Das Manifest von Manila (1989) bekräftigte unter der Überschrift „Die Einzigartigkeit Jesu Christi“, die Judenmission sei notwendig, weil Juden Jesus ebenso wie alle Menschen als ihren Messias anerkennen müssten: „Es wäre eine Form des Antisemitismus wie auch der Untreue gegenüber Christus, von dem neutestamentlichen Muster abzuweichen, das Evangelium ‚den Juden zuerst‘ zu bringen. Wir verwerfen darum die Behauptung, daß die Juden ihren eigenen Bund haben, der den Glauben an Jesus unnötig macht.“ 2010 in Kapstadt betonten die Lausanner Bewegung und die Weltweite Evangelische Allianz (WEA) gemeinsam:

„Wir bestätigen, dass im Gegensatz dazu, wie Paulus die Heiden beschreibt, das jüdische Volk die Bünde und Verheißungen Gottes zwar kannte, es jedoch noch immer die Versöhnung mit Gott benötigt durch den Messias Jesus Christus. Zwischen Juden und Heiden gibt es weder einen Unterschied bei der Sünde noch bei der Errettung. Nur im und durch das Kreuz können beide zu Gott, dem Vater kommen, durch den einen Geist. […] Deshalb werden wir weiterhin erklären, dass die ganze Gemeinde die gute Nachricht von Jesus als dem Messias, Herrn und Erretter, mit dem jüdischen Volk teilen muss. Und im Geiste von Römer 14–15 bitten wir die heidnischen Gläubigen, messianische jüdische Gläubige zu akzeptieren, zu ermutigen und für sie zu beten, wenn sie unter ihrem eigenen Volk Zeugnis geben.“

Die „Berliner Erklärung zur Einzigartigkeit Christi und zur Evangelisation unter Juden in Europa heute“ der WEA von 2008 wiederholte diese Position: Die Scham, die viele Menschen wegen der Schoa empfänden, dürfe nicht dazu führen, dass sie das „direkte Evangelium“ für Juden durch den Dialog mit ihnen ersetzten. Weil Gott alle Christen aufrufe, das Evangelium weltweit zu verkünden, müsse auch das Volk Israel es hören.
Auch manche evangelikalen Gruppen innerhalb der EKD setzen die Judenmission entgegen der EKD-Position fort. So antwortete am 22. Februar 1980 die Konferenz Bekennender Gemeinschaften in der EKD auf den Rheinischen Synodalbeschluss: „Unser Herr Jesus Christus sagt uns, daß wir allen Menschen, besonders aber Israel, das Evangelium schuldig sind (Mt. 24,14 ; 28,19; Apg 1,8 ; Röm. 1,14–16 ). Den Juden Christus nicht zu bezeugen, wäre ein Vergehen an dem König von Israel (Jh. 1,49) und an seinem Volke.“ Unvergessen seien die Judenverfolgungen „unter dem weitgehenden Schweigen der Kirche“. Die Stuttgarter Schulderklärung von 1945 habe einen Neubeginn eingeleitet (deren Schweigen zum Holocaust blieb unerwähnt). Israelmission sei Bezeugung der Messianität Jesu von Nazaret vor Juden, um diese „ohne Druck oder Verlockung“ zur gläubigen Annahme der Heilstat Jesu am Kreuz zu bewegen und so in den Gnadenbund ohne Werke der Gesetzeserfüllung wiedereinzusetzen. Christen dürften Messianität, Gottessohnschaft, Erhöhung, Wiederkunft Jesu und Trinität Gottes im Religionsdialog nicht aufgeben: Dies würde die Verurteilung Jesu durch Israels Führer nachträglich rechtfertigen und zu einem antichristlichen Jesusbild führen. Erst die verheißene Bekehrung ganz Israels (Röm 11,26f ) werde die Erlösung von Juden und Christen bringen.
Messianische Juden, die Jesus von Nazaret als Messias anerkennen und an Elementen der jüdischen Tradition festhalten, umwerben seit 1990 vor allem „Kontingent-Flüchtlinge“ aus der ehemaligen Sowjetunion, die kaum noch Kontakt zu ihrer jüdischen Tradition haben. Sie missionieren nicht nur in der Diaspora, sondern auch in Israel selbst. Von ihnen gegründete oder ihnen nahestehende Organisationen in Deutschland sind:
- Arbeitsgemeinschaft für das Zeugnis an Israel (AMZI)
- Beit Sar Shalom Evangeliumsdienst e. V. (Berlin, Duisburg) (BSSE)
- Beit Hesed e. V. (Düsseldorf)
- Messianischer Hilfsdienst (München)
- Evangeliumsdienst für Israel (EDI, Ostfildern): Der EDI unterstützt selbstständige Messianisch-Jüdische Gemeinden.
- Posaune der Rettung Israels e. V. (Freudenstadt)
- Jews for Jesus (gegründet 1973 in den USA)
- Chosen People Ministries (gegründet 1984 in New York City). Die BSSE ist ihre deutsche Filiale.[124]

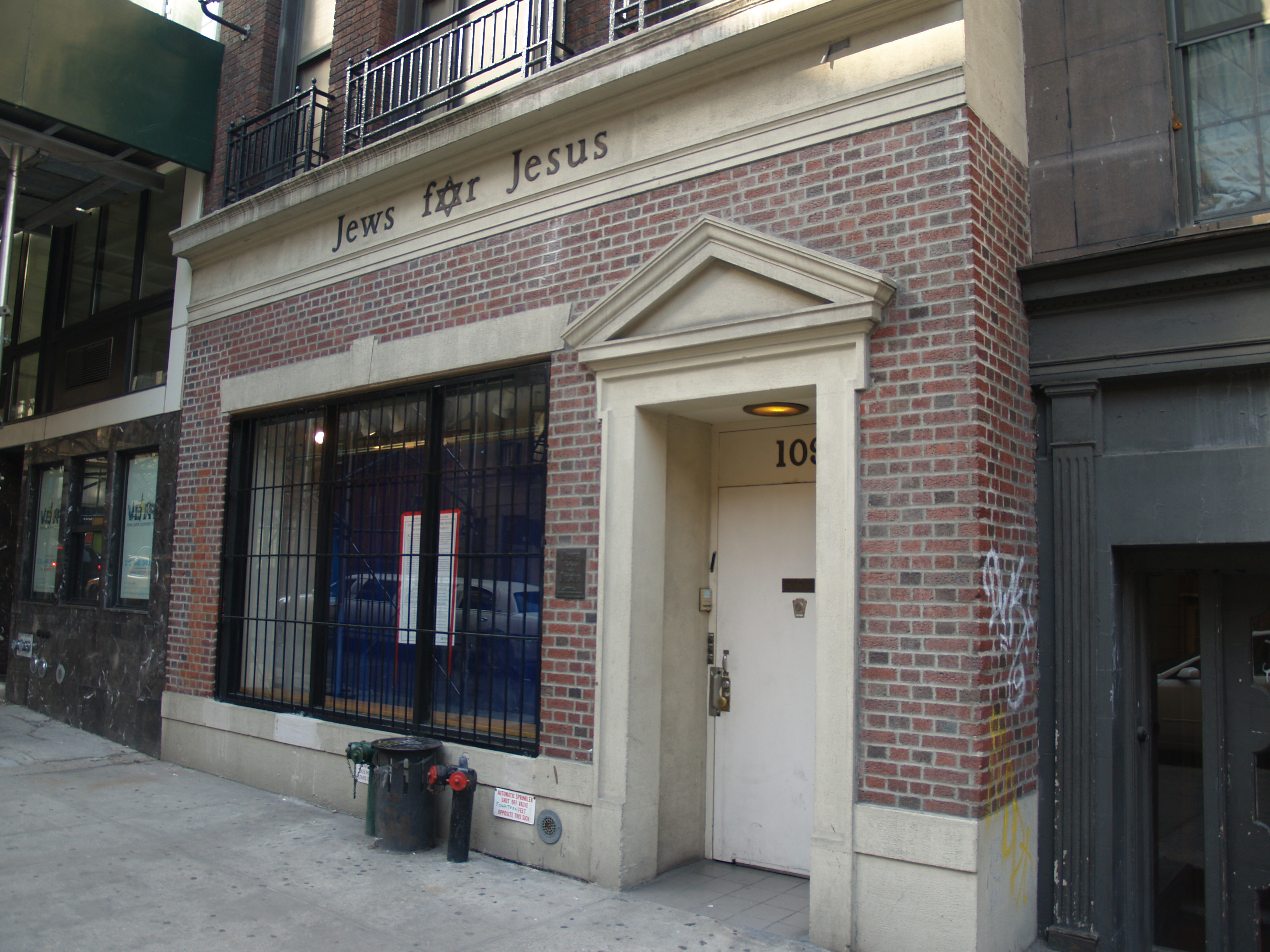
Zweigstelle der „Jews for Jesus“ in New York City (Foto vom 18. April 2008)

Diese Gruppen wurden oft von aus Osteuropa eingewanderten Personen gegründet und werden von ihnen nahestehenden deutschen und US-amerikanischen evangelikalen Gruppen finanziert. Ihre Missionare werden in den USA ausgebildet. Sie erwerben Grundstücke und gründen Tagesstätten für Kinder und Jugendliche, veranstalten „Judenabende“, Konzerte und Gruppengottesdienste. Zum Teil werben sie direkt vor Synagogen mit Broschüren. Die Deutsche Evangelische Allianz arbeitet eng mit der AMZI und dem BSSE zusammen und bietet ihrer Judenmission eine gemeinsame theologische Plattform.
Die EKD und Vertreter des Judentums in Deutschland kritisieren die Ziele und Methoden dieser Gruppen: Sie hielten an theologisch unhaltbaren Positionen fest, nutzten Unwissenheit und Werben mit materiellen Vorteilen aus. 1999 traten EKD und Zentralrat der Juden dem Alleinvertretungsanspruch der messianischen Juden mit einer gemeinsamen Erklärung entgegen. Danach gibt die EKD russischsprachigen Juden die Adressen der als rechtmäßig anerkannten jüdischen Gemeinden in Deutschland.